# پادشاهی رضاشاه
در زیر به دوره پادشاهی رضاشاه (۲۴ آذر ۱۳۰۴—۲۵ شهریور ۱۳۲۰) پرداخته شده است.

## پیش زمینه
بعد از جنگ جهانی اول و اشغال ایران و مشکلات به وجود آمده از جمله قحطی بزرگ و بحران اقتصادی و سیاسی در کشور رضاخان میرپنج نخست‌وزیر وقت دست به کودتایی زدند سپس با اعلام جمهوری‌خواهی که با مخالفت مجلس علی‌الخصوص سید حسن مدرس مواجه شد

## سیاست داخلی
رضا شاه که متکی به پشتیبانی ارتش، دیوان سالاری و دربار بود توانست بر نظام سیاسی کنترل مطلق برقرار کند. در بیست سال پیش از به قدرت رسیدن او از دوره اول تا پنج مجلس، سیاستمداران مستقل در شهرها و روستاها مبارزه انتخاباتی می‌کردند اما در دوره حکومت رضاشاه از دوره ششم تا سیزدهم مجلس شورای ملی، مجلس تبدیل به پوششی برای حکومت نظامی عریان تبدیل شد و انتخابات با دستور از بالا و بر پایهٔ فهرست‌هایی از نمایندگان مورد تأیید شاه انجام می‌شد. نمایندگان مجلس آن قدر وظایفی که از سوی شاه به آنان محول شده بود را خوب انجام می‌دادند که شاه نیازی به تشکیل دادن مجلس فراموش شده سنا یا اصلاح قوانین بنیادی نمی‌دید. او مصونیت پارلمانی نمایندگان مجلس مانند جواد امامی و رضا رفیع را از آنان سلب کرد و برخی از آنان نیز دستگیر و زندانی شدند. به همین منظور زندان قصر طراحی و ساخته شد و نخستین زندانی آن، سازندهٔ آن یعنی سرتیپ محمد درگاهی بود. با بی قدرت شدن مجلس رضاشاه قادر شد وزرای کابینه را دست‌چین کند تا مطیع‌بودن و ثبات حاصل شود. در دو دهه قبل از به قدرت رسیدن او که مجلس‌ها در تشکیل حکومت‌ها شرکت می‌کردند کشور ۳۵ نخست‌وزیر و ۶۰ کابینه به خود دیده بود. در پانزده سال بعد، کشور تنها ده کابینه و هشت نخست‌وزیر داشت. رضاشاه در نیمهٔ نخست سلطنت خود از یاری سیاست‌مداران کاردان، بادانش و ماهری برخوردار بود که البته گوش به فرمان شاه بودند و بیشتر آن‌ها مانند عبدالحسین تیمورتاش، جعفرقلی‌خان بختیاری و نصرت‌الدوله را به مرور زمان از صحنهٔ قدرت حذف کرد.گزارشی از کلایو، وزیر مختار بریتانیا که در سال ۱۹۲۹ (۱۳۰۷/۸) به لندن مخابره شده می‌نویسد: «غیر از قوای نظامی که در ید اختیار شاه است، نیروی محرکهٔ دولت در دست سه نفر متمرکز شده‌است: تیمورتاش (وزیر دربار)، فیروز (وزیر مالیه) و داور (وزیر عدلیه)». همین گزارش اضافه می‌کند «تیمورتاش عملاً «وزیر اعظم» است، هر چند با توجه به شخصیت او و شاه به نظر نمی‌رسد این وضعیت پایدار باشد.» اتحاد بین پادشاه و سه وزیرش نه از سر علاقه و اعتماد، که به دلیل منافع مشترک بود؛ هر چهار تن به اهمیت یکدیگر در ساخت یک ایران مدرن، هدفی که همگی محترم به حسابش می‌آوردند، واقف بودند.
با آغاز سلطنت رضاشاه، فروغی از کفالت نخست‌وزیری استعفاء داد و شاه که به او اعتماد کامل داشت، تا تشکیل مجلس ششم به ریاست وزرا منصوبش کرد. تیمورتاش نیز وزیر دربار شد و دیری نپایید که نفوذ عظیمی دست‌آورد. انتخابات مجلس ششم در تمام کشور (غیر از تهران) فرمایشی بود. در این زمان، مدرس که هنوز از رجال مهم مملکت به‌شمار می‌رفت، تلاش داشت با شاه جدید به توافقی برسد. اطلاعات مستندی از مذاکرات او و رضاشاه وجود ندارد، اما ظاهراً خواستار ادامهٔ کار مجلس به شیوهٔ سابق بود. ظاهراً آن دو، بر نخست‌وزیری مستوفی به توافق رسیدند و مجلس ششم که در تیر ۱۳۰۵ تشکیل شد، به او رای اعتماد داد. مستوفی ابتدا به وزارت بی‌میل بود، اما با اصرار مدرس پذیرفت. وثوق نیز (احتمالاً به پیشنهاد مدرس) وزیر مالیه شد. حمایت مدرس از وثوق باعث ریزش محبوبیت‌اش شد. نخستین نشانه‌های تغییر رویهٔ رضاشاه، در سال ۱۳۰۵ و با ترور ناکام مدرس مشاهده شد. در اردیبهشت ۱۳۰۶ نیز مستوفی‌الممالک دیگر ادامهٔ کار را مفید ندانست و در گزارشی به مهدی‌قلی هدایت (نخست‌وزیر بعدی) خود را تحقیر شده خوانده و استعفا کرد.   انتخابات مجلس هفتم در ۱۳۰۷ برگزار شد و این دوره حتی انتخابات تهران هم آزاد نبود. حکومت رضاشاه در تلاش برای سازش، به مصدق پیشنهاد داد ۶ نمایندهٔ تهران را ملت و ۶ نماینده را دولت انتخاب کند؛ مصدق زیر بار نرفت اما دولت، نام مستوفی، پیرنیا (مشیرالدوله) و مؤتمن را به عنوان نمایندگان گروه اول رد کرد، هر چند هر سه استعفا دادند. مدتی بعد، مدرس دستگیر و تبعید شد و ۱۰ سال بعد به قتل رسید.
در دوره حکومت رضاشاه، سانسور یکی از مهم‌ترین ابزارهایی بود که حکومت سعی داشت با آن نظم و ثبات را حفظ کند. او برای تضمین قدرت مطلق خود روزنامه‌های مستقل را بست. با کودتای سوم اسفند ۱۲۹۹، فرایند انقیاد آزادی بیان به قیود دارای یک ماهیت سیاسی آغاز شد. با به قدرت رسیدن رضا خان مطبوعات ایران با چالش‌های جدیدی روبه‌رو شدند. رضا خان وقتی هنوز وزیر جنگ بود اعلان‌های متعددی صادر کرد تا روشن کند مخالفت‌ها از سوی مطبوعات را تحمل نخواهد کرد؛ مثلاً در اولین سالگرد کودتای سوم اسفند و در پاسخ به یک نامه بدون نام منتشر شده در ستاره ایران که در آن کودتا به نصرت الدوله فیروز میرزا و طرح‌های بریتانیا منتسب شده بود، تهدید کرد که در آینده نویسنده هر چیزی که مغایر توضیح رسمی کودتا باشد را مجازات و هر روزنامه ای که جرأت کند آن را منتشر کند را خواهد بست. چند ماه بعد او به مقاله انتقادی دیگری با بازداشت سردبیر و آوردن او به دفترش، که در آن او را پیش از فرستادن به زندان شدیداً مورد ضرب و شتم قرار داد واکنش نشان داد. دیگرانی نیز به تبعید یا زندان فرستاده شده یا کشته شدند. رضا شاه که مردی نظامی بود در مواجهه‌های خود با مطبوعات اساساً بر زور فیزیکی متکی بود. در سال ۱۳۰۱ اندکی پس از انتقال اداره راهنمای روزنامه‌نگاری که مسئولیت سانسور را برعهده داشت از وزارت فرهنگ به اداره پلیس، علی دشتی، سردبیر شفق سرخ از وزیر جنگ قدرتمند وقت پرسید: «آیا قضاوت در مندرجات جراید از وظایف یک نفر نظامی به‌کلی خارج نیست؟» وقتی میرزاده عشقی، شاعر و روزنامه‌نگار محبوب در ۷ تیر ۱۳۰۳ چند روز پس از انتشار نخستین شماره روزنامه اش، قرن بیستم توسط رژیم نظامی در حال اوج‌گیری ترور شد فرایند رام کردن مطبوعات و وضع سانسور دولتی بر رفتار و نظرات شهروندان شروع شد که نشانگر شروع سیاست‌های او در خصوص فرهنگ و مطبوعات بود. بعدتر، اداره پلیس به همه مطبوعات چاپی ایران دستور داد که هر ورقه کاغذی که قرار است چاپ شود باید امضای سانسورگر رسمی را در بالای خود داشته باشد. این فرمان در سراسر دوره حکومت رضاشاه اجرایی باقی ماند و با وجود وقفه‌های گاه به گاه موفق شد مطبوعات را به چیزی تبدیل کند که چندان فراتر از انتشارات رسمی نبود. در سال ۱۳۱۰ یک قانون با الفاظ گنگ علیه «مرام‌های اشتراکی» وضع شد که بیان و ترویج ایده‌هایی که مغایر با سیاست‌های رسمی دولت تلقی می‌شدند را محدودتر کرد. افسران بی تجربه در این امور نظارت بر کار سانسورگران غیرنظامی را برعهده داشتند و حریف مناسبی برای نویسندگان و روزنامه نگاران چیره‌دستی چون تقی ارانی نبودند؛ او نوشته‌های مارکسیستی را لابه لای صفحه‌های حاوی موضوعات عادی و بی‌آزار قرار می‌داد. نهایتاً ارانی و نزدیکانش دستگیر و بازداشت شدند ولی اثر شدیدی بر رویه‌های سانسور داشتند و ناکارامدی کنترل‌های موجود را نشان دادند. در انتهای حکمرانی رضاشاه، مطبوعات ایران به یک دوجین گاهنامه و تنها دو روزنامه با شمارگان نسبتاً گسترده کاهش یافته بود که همگی خط مشی‌های ترسیم شده توسط دولت را طوطی‌وار تکرار می‌کردند. حتی با این وجود مطالب خبری و مقالات مطبوعاتی نظیر هر مطلب دیگر در انتظار انتشار «توسط یک اداره مرکزی سانسور تحت نظارت پلیس غربالگری می‌شد و هر چیزی که قصد چاپ آن وجود داشت به دقت توسط گروهی از کارشناسان بررسی می‌شد.» اگر مطلبی که از سوی سانسورگران بی‌آزار تلقی شده بود پس از انتشار باعث ناخرسندی شاه و مقامات پلیس می‌شد، افراد مسئول دست کم جوازشان را از دست می‌دادند و حتی موقتاً زندانی می‌شدند. در یک مورد رضا شاه به مطبوعات ایران دستور داد به کاریکاتوری در یک روزنامه فرانسوی که او را آزرده بود به نحو مشابه پاسخ دهند. یک روزنامه این کار را با انتشار یادداشتی با این مضمون پاسخ داد که این کاریکاتور بی سلیقه بوده و این «دون شأن مطبوعات ایران است که به چنان طنز سخیفی پاسخ دهند.» شاه به جای رضایت از این محکومیت دستور ممنوع شدن این روزنامه و زندانی شدن سردبیر آن برای نافرمانی از امر ملوکانه را صادر کرد.
مهم‌تر از آن، در دوره رضاشاه احزاب نابود شدند. حزب اصلاح‌طلبان پس از این که مدرس و همکاران روحانی‌اش کرسی‌های خود در مجلس را از دست دادند ممنوع شد، حزب تجدد که وفادارانه از رضاشاه حمایت کرده بود ابتدا با حزب ایران نو جایگزین شد. این حزب در سال ۱۳۰۶ به ابتکار عبدالحسین تیمورتاش و با تأیید رضاشاه تأسیس شد. این حزب ملی‌گرا که به حزب ملی فاشیست ایتالیا و حزب جمهوری‌خواه خلق ترکیه شباهت داشت، هدف خود را «حفظ استقلال ایران تحت بیرق پهلوی و مبارزه با تفکرات ارتجاعی» اعلام کرد. به‌طور کلی این حزب تأسیس شده بود تا با تشکیل اکثریت در مجلس تمام لوایح مد نظر دولت، خواه هر اندازه اصلاح‌گرانه و رادیکال، به تصویب برسند. هدف دیگر همچنین، افزایش کنترل دولت بر جامعه بود. در تبلیغات حزب، لحن اسلام‌ستیزانه‌ای وجود داشت و روحانیون نیز اجازهٔ عضویت در آن را نداشتند. مدتی بعد از تأسیس حزب ایران نو، احزاب رقیب، به‌خصوص احزاب کمونیست و سوسیالیست مانند حزب سوسیالیست ایران، ممنوع اعلام شدند، هر چند خود این حزب را نیز دوامی نبود؛ بعد از چند ماه منحل شد و جای خود را به حزب ترقی داد ولی همین حزب ترقی نیز به زودی به گمان این‌که اندیشه‌های خطرناک جمهوری‌خواهانه دارد، برچیده شد. گروه پنجاه و سه نفر، که حتی فعالیت‌های اجتماعی زنان نیز متوقف گردید و روزنامه‌ها تحت انقیاد کامل درآمده یا تعطیل شدند.
بسیاری از مورخان عقیده دارند که تغییر حکومت ایران از مشروطه به استبدادی بعد از سال ۱۳۱۰، یعنی نیمهٔ دوم حکومت رضاشاه، صورت پذیرفته‌است. به اعتقاد همایون کاتوزیان، روی هم رفته دوره اول سلطنت  رضاشاه، مانند عهد رئیس‌الوزرایی، دیکتاتوری بود، اما هنوز به حکومت فردی (اتوکراتیک) تبدیل نشده بود و با وجود انحرافات روزافزون از قانون اساسی، شکل مشروطه را از دست نداده بود. او ترکیبی از ۲ ویژگی متضاد شامل تندخویی و صراحت لهجه و از سوی دیگر قدرت پنهان کردن دیدگاه‌ها، نقشه‌ها و نظریه‌هایش را داشت. وی در کاربرد روش‌هایی که فکر می‌کرد برای تحقق اهداف ملی و شخصی لازم بود بی‌رحم بود.

## اقتصاد

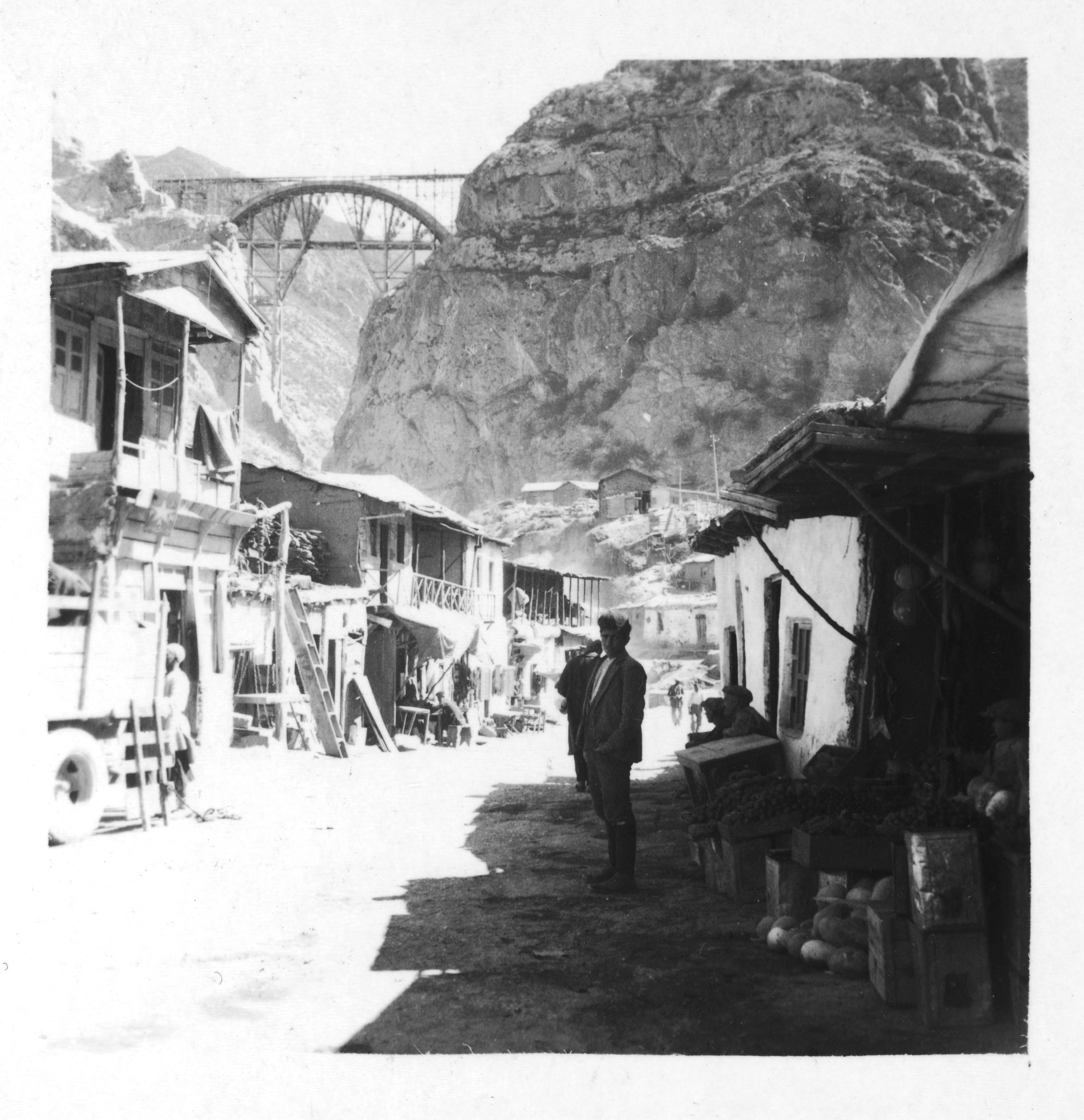
اقامتگاه کارگران ساختمانی پل ورسک، بخشی از راه‌آهن سراسری ایران. ۱۹۳۵

اولویت رضاشاه پس از به دست‌گیری قدرت، تثبیت اقتدار حکومت بر کل کشور و ساختن یک بوروکراسی
مرکزی توانمند بود. او یک ارتش ملی تشکیل داد، خدمت سربازی را برقرار کرد، و زیرساخت‌های اقتصادی و اجتماعی برقرار کرد و نظامات مالی، اداری، حقوقی و آموزشی کشور را اصلاح کرد. رضاشاه علاوه بر اصلاحات حقوقی و نهادی، تأکید قابل ملاحظه‌ای بر توسعهٔ زیرساخت‌های کشور داشت. 
او نسبت به پذیرش وام یا سرمایه گذاری خارجی بی‌میل بود و حکومت او استقراض خارجی جدیدی انجام نداد، ولی برنامه های او نیازمند تأمین هزینه بود، بنابراین لازم بود این هزینه ها از درون کشور تأمین شود.   رضاشاه تعدادی از پروژه‌های مهم ترابری و ارتباطاتی را کلید زد، که جاه طلبانه ترینشان ساختن راه‌آهن سراسری ۱٬۳۹۴ کیلومتری ایران بود که بندر شاه در دریای خزر را با بندر شاهپور در خلیج فارس متصل می‌کند. پروژه در سال ۱۹۲۷ شروع شد و اتمامش ۱۷ سال به طول انجامید. حدود ۱۵۰ میلیون دلار خرج به همراه داشت و به‌طور عمده با مالیات‌های اضافی سنگین بر واردات چای و شکر تأمین شد. ایران عصر راه‌آهن را از دست دارد چرا که در عصر ساخت راه آهن با تأمین مالی اروپایی نه روسیه و نه بریتانیای کبیر حاضر به تحمل این نبودند که آن یکی از ساخت راه آهن برای نفوذ در این کشور استفاده کند. اما رضاشاه آزاد بود تا بدون توسل به منافع هیچ‌یک از این قدرت ها برای یک سامانه راه آهن برنامه‌ریزی کند، گرچه هر دوی این قدرت ها در جریان جنگ جهانی دوم وقتی راه آهن سراسری ایران یک خط تدارکاتی حیاتی به روسیه فراهم کرد از آن منتفع شدند. با وجود انتقادات بعدی ای که متوجه این پروژه شد، واردات کالاهای تولیدی سنگین و نیز صادرات محصولات کشاورزی را به طور عظیمی تسهیل کرد، در حالی که ساخت و نگهداری آن نیروی کار بومی دارای مهارت های جدید و ارزشمندی را به همراه آورد.  برای مقایسه، هزینه کرد در دیگر انواع زیرساخت‌ها چون توسعهٔ منابع آب، تولید برق و مسکن محدودتر بود.
بنا بر این، نیمه اول حکمرانی رضاشاه از ۱۹۲۱ تا ۱۹۲۹، در وهله اول وقف ساختن یک دولت ملی جدید و فراهم آوری چارچوب قانونی و سیاسی لازم برای عملکرد درست یک اقتصاد بازار مدرن شده بود. در طی این دوره بیشتر توافقنامه‌های مالی و تجاری مربوط به قبل از ۱۹۲۱ هنوز تا حد زیادی در حال اجرا بود. نظام تجارت آزادی که اولین بار در پی عهدنامه‌های گلستان (۱۸۱۳) و ترکمنچای (۱۹۲۸) بر ایران تحمیل شده بود تا حد زیادی دست نخورده باقی مانده بود، در حالی که بانک سلطنتی ایران که در تملک بریتانیا بود همچنان انحصار چاپ اسکناس را در دست داشت، و شرکت نفت ایران و انگلیس همچنان تحت مفاد اولیه امتیازهایی که مظفرالدین شاه به ویلیام ناکس دارسی داده بود فعالیت می‌کرد. سیاست‌های خودبسنده دولت جدید شوروی، ایران را از یکی از مهم‌ترین بازارهای صادرات غیرنفتی اش محروم کرد و و رضاشاه را مجبور کرد سیاست اقتصادی کشور در سه موضوع مهم نفت، تجارت و مالیه را مورد تجدید نظر قرار دهد.
بر اساس یک امتیاز نفتی جدید که در سال ۱۹۳۳ با شرکت نفت ایران و انگلیس به امضا رسید، با این که ناحیه امتیاز کاهش یافت و مدت امتیاز بیست و دو سال تمدید شد، شرکت نفت ایران و انگلیس با یک «برنامه کلی» افزایش پرداخت‌ها به ایران موافقت کرد. تحت امتیاز جدید حق سهم نفت پایدار شد و در نیمه دوم سلطنت رضاشاه همراه با تولید نفت شروع به افزایش کرد. حق سهم و دیگر مبالغ پرداختی به ایران برای هر تن نفت به‌طور پیوسته از ۰٫۲۳ در ۱۹۳۱ به ۰٫۴۴ پاوند استرلینگ در سال ۱۹۳۹ رسید. به هر روی، درآمدهای نفتی همچنان بخش کوچکی از درآمد کلی دولت را به خود اختصاص می‌دادند، و بنا بر محاسبه‌های آموزگار و فکرت، در دوره ۱۹۱۰–۵۰ هیچگاه درآمد نفتی از ۱۵٪ از درآمد کلی دولت تجاوز نکرد. در مورد درآمد خارجی، در دوره ۱۹۲۱–۱۹۴۱ صادرات نفتی در بیشتر سال‌ها بیش از ۶۰٪ صادرات کل کشور را به خود اختصاص می‌داد؛ ولی به دلیل نظام امتیازی نفت در آن زمان، سهم ایران در ارزهای دریافتی از صادرات نفت نسبتاً کوچک بود، و صادرات غیرنفتی همچنان عامل مسلط در متوازن کردن حساب‌های خارجی کشور بود.
گرچه حل اختلاف نفتی در سال ۱۹۳۳ عواقب مطلوبی برای مالیه کشور داشت، حق سهم و دیگر پرداخت‌های دریافتی ایران در حدی نبود که از اقتصاد داخلی در برابر تحرکات مخرب در اقتصاد جهان و از دست رفتن بازارهای صادراتی در اتحاد جماهیر شوروی سوسیالیستی حمایت کند. پیش از انقلاب اکتبر، بازار روسیه ۷۰ درصد از صادرات غیرنفتی ایران را به خود جذب می‌کرد، اما در بازه ۱۹۲۱–۱۹۴۱ سهم شوروی از صادرات غیرنفتی ایران افول کرد، و در ۱۹۲۵–۲۹ و ۱۹۳۰–۳۴ به ترتیب به ۴۰ و ۲۷ درصد رسید و نهایتاً در بقیه حکومت رضاشاه حول و حوش ۲۱ درصد پایدار شد. خلأ ناشی از روسیه اساساً با آلمان پر شد، و سهم آلمان از صادرات غیرنفتی ایران از ۱ درصد در ۱۹۲۵–۲۹ به ۳۲ درصد در دوره ۱۹۳۵–۳۹ افزایش یافت. تصویر مشابهی در رابطه با ترکیب جغرافیایی واردات ایران پدیدار شد.

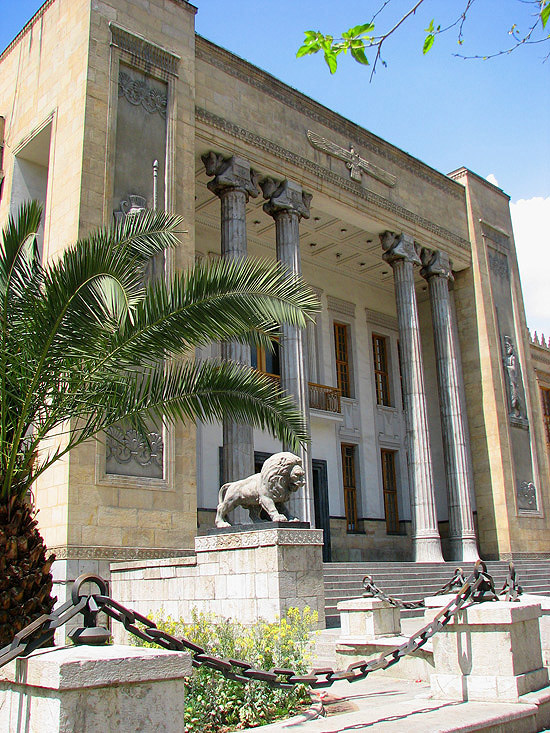
ساختمان صندوق پس‌انداز ملی، وابسته به بانک ملی ایران

ایران علاوه بر بازارهای روسیه، از بدتر شدن قراردادهای تجاری و رکود در صادرات به دلیل بحرانی اقتصادی جهانی رنج برد. در دوره ۱۹۲۸–۲۹، ارزش واردات (۱٬۵۷۹ میلیون ریال) از صادرات غیرنفتی (۹۶۷ میلیون ریال) به میزان ۶۱۲ میلیون ریال یا ۶۳ درصد از کل صادرات غیرنفتی در آن دوره پیشی گرفت. کسری بزرگ تراز تجاری غیرنفتی، بی علاقگی قابل فهم حکومت به تأمین مالی خارجی بدهی، و این واقعیت که درآمد ناشی از صادرات نفت اساساً برای مقاصد نظامی و واردات کالاهای سرمایه ای کنار گذاشته شده بود تا تأمین مالی کالاهای مصرفی، منجر به نخستین بحران ارزی ایران در دوره پهلوی شد. این بحران باعث از دست دادن شدید ارزش قران دربرابر ارزهای معیار طلا شد، و قران ۵۳٬۵ درصد در برابر پوند استرلینگ ارزش خود را از دست داد (ارزش پوند استرلینگ در سال ۱۹۳۰ از ۵۸ به ۵۹ قران افزایش یافت). این کاهش ارزش عدم قطعیت بیشتری به یک بازار متلاتم ارز وارد کرد، و در عمل حکومت را مجبور کرد در فوریه ۱۹۳۰ کنترل‌هایی را بر تبادل ارز خارجی اعمال کند. این کنترل‌ها قانون انحصار تجارت خارجی تکمیل شد، که به حکومت بر همه تجارت خارجی (صادرات و واردات) انحصار اعطا کرد. این قانون عزیمت عمده ای از سیاست‌های لسه فری بود که در بخش اول حکمرانی رضا شاه مسلط بودند.
قانون انحصار تجارت خارجی، در عمل، خودمختاری ایران بر تجارت خارجیش را (که تحت عهدنامه ترکمانچای از دست رفته بود) بازگرداند، و پایه ای برای استراتژی توسعه جایگزینی واردات و درگیرکردن مستقیم حکومت در شماری از بخش‌های کلیدی اقتصاد فراهم آورد. این قانون به حکومت اجازه داد به شرطی که واردات از عواید صادرات غیرنفتی پرداخت شود، به بخش خصوصی مجوزهای واردات اعطا کند. در واقع، در سال ۱۹۳۱، برای اولین بار پس از سال‌ها، ارزش صادرات غیرنفتی (۷۱۸ میلیون ریال) از صادرات (۶۳۱ میلیون ریال) فزونی گرفت. به هر روی، در عرض دو سال، کنترل‌ها ناکارامد از آب درآمد و پیاده‌سازی کامل این قانون محقق نشد. اثر دیرپاتر این قانون افزایش دادن درگیری حکومت در فعالیت‌های تولیدی بود. تا سال ۱۹۳۵، حکومت هفده شرکت تجاری برپا کرده بود، که مستقیماً یا غیر مستقیم ۳۳ درصد از واردات و ۴۹ درصد از صادرات را در کنترل خود داشتند. این شرکت‌ها به حکومت درجه قابل توجهی از کنترل بر منابع مالی و نیز طبیعی کشور می‌دادند. رضاشاه تغییرات مختصری را در مالکیت زمین کشاورزی آغاز کرد. او تیول را برچید و حتی یک ارزیابی محدوده بندی کشور را شروع کرد ولی تا آنجا پیش نرفت که اصلاحات در زمینداری که در زمان جنبش مشروطه پیشنهاد شده بود را پیاده کند. او برای برهم زدن جایگاه کردن زمینداران بزرگ یا خودش به عنوان یک زمیندار مهم مشتاق نبود. در سال ۱۹۲۶ مالیات جدیدی بر زمین وضع شد که سه درصد از محصولات آن زمین بود. این که مدرن سازی مالیات کشاورزی نیز عواید مالی اندکی داشت باعث شد رضاشاه نهایتاً برای جمع‌آوری بودجه از مناطق روستایی به شیوه‌هایی چون مداخله دولتی روی آورد. مهم‌ترین محصولات کشاورزی از جمله پنبه، تنباکو، چای، میوه خشک، شکر و تریاک از سوی انحصارها مدیریت می‌شدند. این شرکت‌های انحصاری به انگیزه بخشی برای تولید بیشتر محصولات و ارتقای کیفیت آنها کمک می‌کردند، گرچه فعالیت‌های دولت در کشاورزی منجر به یک مداخله فزاینده دیوان سالارانه در مناطق روستایی شد که همیشه به نفع دهقانان یا زمینداران نبود. شاید مثبت‌ترین نتیجه حکومت رضاشاه برای کشاورزی نوآوری در محصولات کشاورزی جدید بود که دولت به عنوان بخشی از سیاست رضاشاه برای کاهش وابستگی دولت به تأمین کنندگان خارجی محصولات پایه آن را تشویق می‌کرد. کشت چغندر در مقیاس وسیع در کشور شروع شد و در نواحی با آبیاری بهتر به سرعت تبدیل به محصول پرسود اصلی تبدیل شد. در نتیجه تشویق مستقیم حکومت نواحی زیر کشت پنبه توسعه یافت و کشت چای در مناطق شمالی گیلان و مازندران آغاز شد، نوآوری‌هایی که استفاده از زمین و اقتصاد کشاورزی را در سراسر مناطق ساحلی خزر دگرگون کرد.
بانک ملی که در سال ۱۹۲۷ همگام با عناصر ملی گرایانه سیاست‌های رضاشاه تأسیس شد تا برخی از کارکردهای بانک مرکزی را انجام دهد، نقش مهمی در فرایند بسیج مالی‌ای که در پی پیش آمد ایفا کرد. به این بانک اختیار کنترل انتشار اسکناس داده شد و در این نقش جایگزین بانک شاهنشاهی بریتانیا شد. بانک‌های دیگری برای کشاورزی، صنعت و وام مسکن، و نیز یک بانک پس‌انداز ملی با اهداف مشابه تأسیس شد.
در دوره ۱۹۲۸–۳۷ هزینه کرد بخش دولتی به قیمت‌های ثابت سال ۱۹۲۸ از ۳۹۲ میلیون ریال به ۹۷۷ میلیون ریال افزایش یافت، که نشان دهنده نرخ میانگین رشد سالانه ۱۱ درصد است. بخش بزرگی از این هزینه کرد دولت وقف سرمایه‌گذاری‌های زیرساختی، اساساً در حوزه‌های حمل و نقل و مخابرات شد. حوزه مهم دیگر فعالیت‌های سرمایه‌گذاری حکومت صنایع سبک، نظیر صنایع نساجی، صابون، تصفیه شکر و محصولات تنباکو شد. در دوره ۱۹۳۰–۴۰، ۲۶۵ کارخانه که حدوداً ۴۷٬۰۰۰ نفر کارگر را استخدام کردند در کشور توسط بخش‌های دولتی و خصوصی تأسیس شد. دولت بزرگ‌ترین این تأسیسات صنعتی، که نمونه‌های برجسته آن کارخانجات مهمات، تصفیه شکر، و تنباکو و سیمان بود را در تملک داشت و از آنها بهره‌برداری می‌کرد. سرمایه‌گذاری‌های بخش خصوصی در قیاس محدود بود و تا حد زیادی به تولید منسوجات، شیشه، کبریت، محصولات چرمی و نوشیدنی‌ها محدود می‌شد. در این دوره شرکت‌های خصوصی در عمل مادون شرکت‌های دولتی بودند و تحت نظارت شدید حکومت فعالیت می‌کردند.

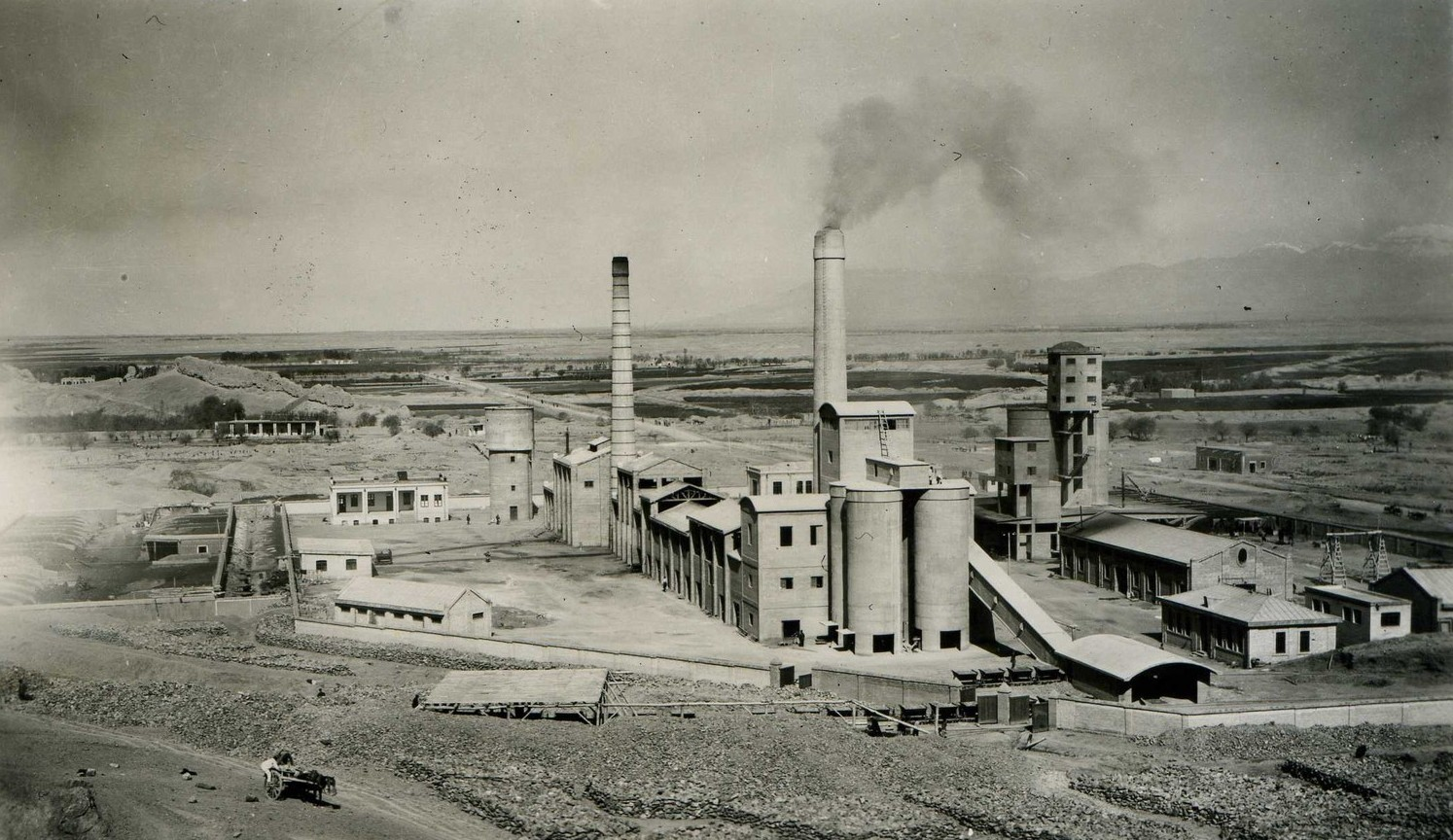
کارخانه سیمان در تهران، ۱۹۳۳ میلادی

داده‌هایی در مورد درآمد در سطح ملی برای دوره ۱۹۲۱ تا ۱۹۴۱ موجود نیست، و هر تلاشی برای ارزیابی کلی عملکرد اقتصادی کشور در دوره رضاشاه لاجرم توأم با گمانه زنی است. شواهد سری‌های زمانی موجود در خصوص سنجه‌های پولی و تغییرات سطوح قیمت‌ها در دوره ۱۹۳۷ تا ۱۹۴۱ نشانگر افزایش اندکی در سطح تولید کل است. در دوره ۱۹۳۷ تا ۱۹۴۱ عرضه پول با نرخ میانگین سالیانه ۲۱٫۸ درصد افزایش پیدا کرد، در حالی که در همان دوره قیمت‌های عمده فروشی و مصرف‌کننده با میانگین سالانه به ترتیب ۱۸٫۱ و ۲۰٫۳ درصد افزایش پیدا کرد. این تنها حاشیه اندک بین ۱٫۵ تا ۳٫۷ در سال را برای رشد احتمالی در مجموع تولید واقعی و پولی سازی اقتصاد باقی می‌گذارد.

## جامعه

### سیاست عشایری
سیاست عشایری رضاشاه ادامه کارزارهای نظامی پیشین او بود. سال‌های نخستین حکومت او شاهد تلاشی موفق برای خلع سلاح و یکجانشین کردن عشایر کوچرو بود. هدف او عمدتاً سرکوب مرکزهای قدرتی که ممکن بود تهدیدی برای او باشند، و ارائه تصویری مدرن از جامعه اساساً سنتی ایران بود. بسیاری از عشایر به زور توسط سربازان حکومت اسکان داده شدند. هیچ شیوه دیگری برای امرار معاش در اختیار آنان قرار نگرفت و بیشتر عشایر مجبور بودند به دامپروری و کشاورزی در زمین‌های نامساعد ادامه دهند. عشایر سابق از آن جا که قادر به نقل مکان بین ییلاق و قشلاق نبودند قابلیت نگهداری از دام‌های بسیار کمتری را داشتند، دام‌ها بر اثر سرمای شدید زمستان و نبود علوفه می‌مردند. عشایر به بهای فقیرشدن کوچروها و کاهش جمعیت دام‌ها یکجانشین شدند. بسیاری از مردم عشایری منتظر این بودند تا به مجرد سرنگونی رضاشاه مهاجرت‌های خود را از سر بگیرند. خیزش‌های عشایری در اعتراض به این سیاست با بی رحمی سرکوب شدند. رفتار رضاشاه با عشایر هم کینه‌جویانه و هم نالازم بود، ولی فرونشاندن آنان علاوه بر آزمودن عیار سربازان او، تسلط مطلق او بر رعایایش و نیز تعهد او به مدرنیته را مورد تأیید قرار داد. ایل‌های بزرگ بیش از همه لطمه دیدند، گرچه در سال‌های بعد تا حدی اعتبار خود را باز به دست آوردند ولی با شکسته شدن روحیه مستقل رهبرانشان و شکست پیروانشان در برابر اسلحه‌ها و تاکتیک‌های برتر، ایران عشایری بیشتر اهمیت سیاسی خود را از دست داد.
رضاشاه در مورد ایل بختیاری با احتیاط حرکت کرد و نیات خود را با اعتمادی که ظاهراً به سردار اسعد بختیاری نشان می‌داد و با او به سان همکاری مورد اعتماد رفتار می‌کرد و او را ابتدا به وزارت پست، تلگراف و تلفن و سپس وزارت جنگ منصوب کرد، پنهان کرد. او به آن‌ها برای مقابله با قشقایی‌ها، عرب‌ها، بلوچ‌ها و بویراحمدی‌ها نیاز داشت. او می‌دانست که بختیاری‌ها مدت‌ها عنصری نیرومند در سیاست ملی بودند، در دوره مشروطه نقش برجسته ای ایفا کرده بودند و حتی در سال ۱۹۱۲ شایعه به دست گرفتن احتمالی سلطنت توسط آنان مطرح شده بود. د رر سال‌های ۱۹۲۷–۲۹ که او دیگر به سربازان آنها نیاز نداشت، اقدام به شکستن قدرتشان کرد. سیاست او سه‌گانه بود: یکجانشین‌کردن زوری عشایر، هم در خوزستان و هم در چهارمحال، از طریق گماشتن سربازان بر سر مسیرهای مهاجرت بختیاری‌ها به منظور سد کردن دسترسی آنها، ایل‌زدایی از طریق حبس و اعدام یا سلب مالکیت خان‌های راهبری کننده و جایگزینی این خان‌ها با افسران ارتش، که مسئول امور ایل و اداره قلمرو گماشته شده بودند، و فرهنگ زدایی از طرق گوناگون از جمله ممنوع کردن ریش و اجبار به پوشیدن کت‌شلوار غربی و کلاه پهلوی به جای پوشش سنتی، که بختیاری‌ها پیوستگی عمیقی به آن داشتند. در سال ۱۹۲۹ به شرکت نفت ایران و انگلیس گفته شد به جای اجاره مستقیم زمین از بختیاری‌ها از طریق فرماندار خوزستان اقدام کند. در سال ۱۹۲۹، همزمان با خیزش عشایر فارس، تکبر مأموران حکومتی بختیاری‌ها را نیز تحریک به شورش کرد که منجر به اعدام سه خان شد. در سال ۱۹۳۳، مناصب ایل بیگی و ایلخانی حذف شدند. در سال ۱۹۳۴، سه خان زندانی و احتمالاً اعدام شدند. سردار اسعد در شرایط رازآلودی اندکی پس از دستگیری اش درگذشت. نهایتاً سرزمین بختیاری در سال ۱۹۳۶ به دو واحد اداری تقسیم شد، یکی تحت حوزه فرماندار خوزستان و دیگری تحت حوزه فرماندار اصفهان. این برجسته‌ترین عشایر ایران که موقعیتش از همه استراتژیک تر بود بدین گونه به طرز آرام ولی اجتناب ناپذیری فرونشانده شد. در مجموع سیاست رضاشاه (از نقطه نظر مروجان آن) ناموفق بود چرا که جنگ جهانی دوم دستگاه دولت ایران را مختل کرد و اکثریت بختیاری‌ها مهاجرت و شیوه سنتی زندگی خود را از سر گرفتند. بی تردید، سیاست رضاشاه عواقب طولانی مدتی داشت چرا که ستیزه‌های اجتماعی درون ایل را قطبیده کرد. حذف قدرت خان‌ها بزرگ تنها سر هرم اجتماعی را قطع کرد، و لایه میانی کلانترها و کدخدایان را باقی گذاشت. آنها که کارکردهای سنتی شان به مقامات دولتی یا ارتشیان واگذار شده بود، به مدیریت املاکشان مشغول شدند. از سوی دیگر اعضای عادی عشایر که تنها دام داشتند و زمیندار نبودند آسیب بسیار بیشتری از یکجانشینی اجباری به مدت ده سال متحمل شدند. تخمین زده می‌شود ۶۰ درصد از دام‌های آنها در این دوره تلف شده باشد. معدود مسافران خارجی که در این دوره بختیاری‌ها را دیدند تنها از پریشانی و فقر آنها سخن می‌گویند.
قشقایی‌ها مقاومت مصمم تری از خود نشان دادند، و دردسر قابل توجهی برای حکومت ایجاد کردند. به همین نحو دچار رنج حتی بیشتری از بختیاری‌ها شدند. در آغاز حکومت او، صولت الدوله، ایلخان قشقایی، و پسرش ناصرخان در ابتدا در پوشش نماینده مجلس، ولی سپس عملاً به صورت زندانی به تهران برده شدند. با دور بودن رهبران قشقایی، سیاست خلع سلاح آنان می‌توانست با درنده خویی شروع شود. اخاذی مالی، سربازگیری اجباری بی‌رحمانه، و رفتار ستمگرانه کسانی که سیاست‌های حکومت را اجرا می‌کردند مقاومتی از سر بی‌چارگی را برانگیخت. قشقایی‌ها در بهار ۱۹۲۹ به‌طور سراسری شوریدند، و به زودی بویراحمدی‌ها، ممسنی‌ها و خمسه‌ها که آنها هم به‌طور مشابه تلخکام و آسیب دیده بودند به آنان پیوستند. تقاضاهای همه عشایر کمابیش مشابه بود: خاتمه یافتن خلع سلاح و سربازی اجباری، کاهش مالیات، اعاده خودمختاری پیشین و برگماری مجدد خان‌هایشان. حکومت در هفته‌های نخست خیزش ناآماده بود. قشقایی‌ها به سرعت چند پست ژاندارمری را تسخیر کردند، به پیرامون شیراز نفوذ کردند تا آنجا که فرودگاه را اشغال کردند، و ارتباطات جاده‌های شیراز-بوشهر و شیراز آباده را قطع کردند. با گسترش شورش، ممسنی‌ها و بویراحمدی‌ها فعال شدند، و خیزش‌های پراکنده‌ای در سرزمین بختیاری بروز کرد. در تهران، ترس از این بود که ناآرامی به شهرها پراکنده شود، که تصور می‌رفت علما در آنها از ابداعات گوناگون تحت حمایت حکومت ناراضی بوده باشند. رضاشاه بنا به ویژگی خود به آرامی اقدام کرد. تا زمانی که وضعیت ارتش بهبود نیافته بود، حکومت درجه ای از سازش از خود نشان می‌داد، چرا که احساس می‌شد برخی از شورشیان با سازش عفو عمومی و رسیدگی به شکایات موافق خواهند بود. به این ترتیب سردار اسعد به سوی بختیاری‌ها و صولت الدوله و ناصرخان به شیراز برای میانجیگری گسیل شدند. در عین حال، وضع نظامی تدریجاً به نفع حکومت تغییر کرد. اصلاحات رضاشاه حالا داشت ارزش خود را نشان می‌داد، و قدرت آتش برتر قابلیت فرماندهان محلی ارتش پس از سرگشتگی چند هفته اول شورش ابتکار عمل را به دست گرفت. با احداث راه‌های جدید، عشایر که در قدیم سرعت جابجایی بالا و آشنایی شان با نوع سرزمین مزیتشان بود دیگر رخنه ناپذیر نبودند و سلاح‌های اتوماتیک، خودروهای زرهی و هواپیماهای تجسسی موازنه را به ضرر شیوه‌های سنتی جنگ‌افزار عشایری تغییر داد. تا اوت ۱۹۲۹ شورش قشقایی پایان یافته بود. ارتش در ماه‌های زمستان خمسه‌ها و بهارلوها را تعقیب و مجازات کرد؛ در سال بعد نوبت ممسنی‌ها و بویراحمدی‌ها بود. نهایتاً در سال ۱۹۳۲، قشقایی‌ها که از بی علاقگی حکومت به پایبندی به توافقات ۱۹۲۹ خشمگین بودند، باز قیام کردند ولی این بار ارتش آماده بود و مجازات سریع و بی رحمانه. چیز زیادی برای مقاومت در میان عشایر نمانده بود. بنا به نوشته مورخ قشقایی‌ها، رضاشاه در نه سال آخر حکومتش بیشتر رهبران عشایری ایران را اعدام یا تبعید کرده بود.
این سیاست کوته‌بینانه از عشایر کشاورز نساخت، ولی آنها را گرسنگی داد و به گفته ویلیام داگلاس، «اگر این شرایط ادامه می‌یافت آنها در عرض چند دهه محو شده بودند.» بدبختی‌های تحمیل شده به عشایر توسط رضاشاه اغلب در سایه موافقت کلی با اصلاحات او از سوی نویسندگان غربی نادیده گرفته شده‌است. به نوشته تاریخ ایران کیمبریج، صفحه ای تاریکتر از آزاری که زیردستان رضاشاه متوجه جمعیت عشایری کردند در تاریخ ایران پهلوی وجود ندارد.

### اصلاحات آموزشی
سال‌های ۱۹۲۵ تا ۱۹۳۰ نشانگر آغاز اصلاحات آموزشی، چشمگیرترینِ اصلاحات دولتی، بود. پیش از آن برخی فناوری‌ها، ایده‌ها و زبان‌های غربی در مدارس میسیونری خارجی، مدارس خصوصی و اندک مدارس حکومتی تدریس می‌شد. گرچه یک برنامه مدارس دولتی پس از انقلاب مشروطه تهیه شده بود، مشکلات داخلی مانع اجرای آن شده بود. در سال ۱۹۲۶ مجلس تصویب کرد که بخش کوچکی از عواید مالیات زمین باید به یک نظام مدارس ابتدایی دولتی اختصاص یابد. یک برنامه درسی یکنواخت مدارس بر اساس مدل فرانسوی که بر تربیت آکادمیک تأکید می‌کرد اتخاذ شد. در سال ۱۹۲۸ مدارس خارجی و خصوصی ملزم شدند به زبان فارسی تدریس کنند و از برنامه درسی مدارس دولتی پیروی کنند. قانون دیگری در سال ۱۹۲۸ برای اعزام سالانه دانشجو به خارج تصویب شد. معافیت از سربازی اجباری انگیزه ای قوی برای تحصیل در مدارس متوسطه و بالاتر بود. با این حال نظام آموزشی دچار کمبود بودجه بود و آموزش در بیشتر موارد امتیازی برای طبقات متوسط و حرفه ای جدید بود و آموزش در مناطق روستایی تقریباً وجود نداشت و بیش از ۹۰ درصد جمعیت روستایی بی سواد ماندند. در دوره رضاشاه به‌طور میانگین ۴ درصد بودجه صرف آموزش می‌شد، در حالی که ارتش و امنیت یک سوم بودجه ملی را به خود اختصاص می‌دادند. با این وجود ایرانیان باسواد بیشتری در انتهای حکومت رضاشاه نسبت به آغاز آن وجود داشتند. میزان حقیقی بودجه سالانه تخصیص یافته به آموزش از ۱۹۲۵ تا ۱۹۴۱ تا دوازده برابر افزایش یافت. آموزش سکولار بود و همچون اصلاحات قضایی، قدرت علما را کاهش داد. بین سال‌های ۱۹۲۸ و ۱۹۳۰ قوانین متعددی تصویب شد که کنترل دولت بر مدارس مذهبی را افزایش داد. بر اساس قانونی در سال ۱۹۲۸، که لباس متحدالشکل را برای همه مردان اجباری کرد طلاب دینی برای معاف شدن از پوشش غربی و سربازی اجباری می‌بایست در امتحانی دولتی شرکت می‌کردند. بسیاری از علما و به خصوص پسران آنها وارد حرفه‌ها و مدارس جدید جدید شدند و مدارس مذهبی جاذبه اندکی برای نخبگان داشت و بیشتر از طبقات دیگر دانش آموز جذب می‌کرد.

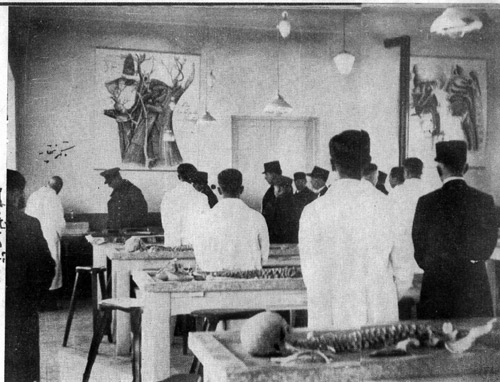
رضاشاه پهلوی در جشن گشایش دانشگاه تهران

ماده ای از بودجه سالانه در سال ۱۹۳۳، همه مدارس دولتی ابتدایی را برای دانش آموزان رایگان کرد. در سال ۱۹۳۵ نخستین مدرسه ابتدایی مختلط رسماً در ایران افتتاح شد.
نخستین کارزار ملی برای سوادآموزی بزرگسالان (اکابر) در سال ۱۹۳۶ توسط علی اکبر داور، وزیر وقت مالیه و از معماران اصلی مدرن سازی دوره رضاشاه شروع شد. وزارت معارف کلاس‌هایی را در مدارس دولتی شروع کرد و انجمن‌های اکابر برای بسیج کردن مردم به شرکت در این کلاس‌ها تشکیل شد. در سال ۱۹۳۸ با هدف ارتقای دانش این دانش آموزان دستور داده شد که همه دانشجویان سال‌های دوم و سوم دانشگاه‌ها باید در کلاس‌های اکابر شرکت کنند. بنا بر آمارهای موجود بین سال‌های ۱۹۳۶ و ۱۹۴۰، ۴۶۷٬۰۰۰ بزرگسال در این کلاس‌ها خواندن و نوشتن آموختند. یشتر آنها پیشه وران شهرنشین و دیگر صاحبان مشاغل سنتی، و کارکنان دون پایه حکومت بودند. به دلیل مشکلات بسیار، تعداد کلاس‌های اکابر در مناطق روستایی و در میان زنان که اکثریت جامعه بی سواد را تشکیل می‌دادند بسیار کمتر از شهرها و در میان مردان بود. این آمار رسمی ممکن است قابل اتکا نباشد و معمولاً تعداد ثبت نام در کلاس‌ها و نه تکمیل آنها را نشان می‌دهد. در اوج کارزار اکابر در سال ۱۹۳۹، تنها ۱۷۰۰۰ گواهی تکمیل این دوره صادر شد.
رضاشاه یک نظام مدرن آموزش عالی را برای دستیابی به اهداف ملی سازی، سکولارسازی و غربی سازی خود و نیز ادامه یافتن سلسله خود حیاتی می‌دانست. او از طریق دانشگاه‌ها در پی تربیت طبقه ای حرفه ای بود که به ترویج سیاست‌هایش و ثبات و توسعه دولت کمک کند. در ابتدا او همچون حکومت قاجار، افراد حرفه ای علاقمند را به تحصیل در خارج تشویق می‌کرد و در عین حال به آنان هشدار می‌داد تأثیرات «مضر» را نفی کرده و هویت ملی خود را حفظ کنند. بین دو جنگ جهانی حدوداً ۱۵۰۰ دانشجو از پیش زمینه‌های طبقات بالا و متوسط از سوی حکومت برای تحصیل به خارج و عمدتاً به فرانسه، سوییس، سوئد، و بریتانیای کبیر فرستاده شدند. در عمل بسیاری از آنها با واقعیت‌های پیشین تطبیق می‌یافتند و یادمی‌گرفتند تا در نظام موجود کار کنند، ولی برخی شان حتی آنهایی که از دولت کمک مالی گرفته بودند اقلاً به صورت متناوب، وارد اپوزیسیون سیاسی حکومت می‌شدند. رضاشاه از این که دانشجویان که «ما آنها را با دلی پر از امید به خارج فرستاده بودیم» که برگردند و به میهن شان خدمت کنند در عوض «بلشویسم را در خورجین شان آورده بودند» شکوه می‌کرد. رضاشاه با تأسیس دانشگاه تهران در سال ۱۹۳۵، ابزارهای رشد یک طبقه نخبه غربی شده تحصیل کرده بومی و یک روشنفکری با فصاحت فزاینده را فراهم کرد، با این که تحصیل در خارج همچنان هدف تقریباً همه ایرانیانی بود که امکان مالی آن را داشتند. گرایش‌های سیاسی در میان دانشجویان، هزینه اعزام آنها به خارج، و ناممکن بودن اعزام به تعداد مورد نیاز دلایل او برای تأسیس نخستین دانشگاه در ایران بود. کار دولتی تبدیل به مقصد اصلی مردان جوان تحصیل کرده در مدارس متوسطه و دانشگاه‌ها شد و فشارهایی برای ایجاد شغل‌های بیشتر در دولت وجود داشت که معمولاً به آن پاسخ داده می‌شد. تا پیش از رضاشاه، روشنفکری قشری کوچک بود که اعضای خود را از مشاغل، جایگاه‌های خانوادگی، دهک‌های درآمدی، پیش زمینه‌های تحصیلی، و شیوه‌های زندگی متنوعی جذب می‌کرد. در طی حکومت رضاشاه روشنفکری به حدود ۷ درصد از نیروی کار کشور رشد کرد و به صورت یک طبقه متوسط مدرن قابل توجه درآمد که اعضای آن نه تنها گرایش‌های مشترکی نسبت به مدرن سازی اجتماعی، اقتصادی و سیاسی داشتند بلکه پیش زمینه تحصیلی، شغلی و اقتصادی شان نیز مشترک بود. بدین ترتیب روشنفکری از یک قشر تبدیل به یک طبقه اجتماعی با روابط مشابه نسبت به شیوه تولید، شیوه اداره، و فرایند مدرن سازی تبدیل شد و در نزاع آشکار پس از دوره پس از برکناری رضاشاه نمایان شد.

### زنان
تلاش برای ارتقای جایگاه زنان در سال ۱۹۳۴، درست پس از سفر رضاشاه به ترکیه آغاز شد. تا پیش از حکومت رضاشاه، قوانین به مردان اجازهٔ حکومت بر زنان را می‌داد. اگرچه اقدامات رضاشاه نتوانست اصلاحات اساسی برای احقاق حقوق زنان انجام دهد ولی او این حقوق را از راه‌های دیگری همچون گسترش سیستم آموزشی و دعوت از زنان برای ساختن ایران و کار در شغل‌هایی چون معلمی بهبود داد.
از طرف دیگر برای نخستین بار، با تصویب قانون مدنی در سال ۱۳۰۷، اولیه‌ترین حقوق زنان برای ازدواج، به رسمیت شناخته شد و کف سن ازدواج دختران که تا پیش از آن محدودیتی نداشت، به ۱۵ سال تمام رسید. همچنین مردان مکلف شدند که ازدواج خود را در یک دفتر ازدواج ثبت و رسمی کنند. در سال ۱۳۱۷ قانونی مترقی‌تر، مردان را مجبور به ارائهٔ گواهی پزشکی (عمدتاً برای جلوگیری از سرایت بیماری‌های مقاربتی از مرد به همسرش) هنگام عقد نمود.
نشریات و انجمن‌های مستقل از جمله سازمان‌های زنان در دوره رضاشاه تا مدتی به کار خود ادامه دادند اما او نهایتاً اقدام به سرکوب و توقیف آنها کرد و آخرین آن‌ها را نیز در سال ۱۳۱۲ بست. او در سال ۱۳۱۳ سازمانی رسمی با عنوان کانون بانوان تأسیس کرد که قرار بود در کارزار کشف حجاب و مدرن سازی شرکت کنند و نشانگر قرار گرفتن جنبش زنان در کنترل حکومت بود.

#### کشف حجاب
رضاشاه که در دورهٔ نخست‌وزیری در تلاش بود با روحانیون شیعه رابطهٔ خوبی داشته باشد، از مسئلهٔ حجاب دوری می‌کرد، اما از همان زمان رفع حجاب را در دستور کار داشت. زمانی‌که ابراهیم خواجه‌نوری در نشریهٔ خود دربارهٔ کشف حجاب و آزادی زنان نوشت و به دلیل شکایت ناظر شریعت به ۳ ماه زندان محکوم شد، رضاخان دستور داد او دورهٔ محکومیت‌اش را به جای زندان، در بیمارستان پلیس سپری کند. مسئلهٔ حجاب نخستین بار در نوروز ۱۳۰۸ مسبب درگیری دین و دولت شد. در این سال، ۱ فروردین با ۲۷ رمضان (روز قتل ابن ملجم (قاتل علی بن ابی‌طالب)، مطابق سنت شیعی) مصادف شده بود و زنان خانوادهٔ پهلوی راهی قم شدند تا هر دو مناسبت را در حرم معصومه جشن بگیرند. روحانیون به ورود آن‌ها به حرم با چادر نازک، اعتراض کردند. رضاشاه شخصاً از تهران خود را به قم رساند، با چکمه وارد حرم معصومه شد و آن روحانی‌ای که به ملکه معترض شده بود را شلاق زد. با این حال، او هنوز محافظه‌کار بود؛ چند ماه بعد که امان‌الله‌خان و ثریا، شاه و ملکهٔ افغانستان، از ایران بازدید کردند، ملکه ثریا حجاب نداشت، اما تاج‌الملوک بدون حجاب در برابر امان‌الله‌خان ظاهر نشد.
از یک سال پیش، دولت به پلیس دستور داده بود که به زنان اجازه داده شود تا بدون حجاب اسلامی در انظار عمومی ظاهر شوند و با وجود مخالفت روحانیون، در تهران تعدادی از زنان بدون حجاب رفت و آمد می‌کردند. شخص ملکه نیز گهگاه حجاب بر سر نمی‌کرد. اما رفع حجاب هنوز به سیاست رسمی تبدیل نشده بود. نخستین نشانه از چنین سیاستی، در آخرین نشست کابینهٔ هدایت (در ۱۳۱۲) مشهود است. در آن جلسه، بنا به اصرار تیمورتاش، کلاه زنانه در فهرست اقلام وارداتی گنجانده شد، زیرا او عقیده داشت که در آینده تقاضا برای آن افزایش پیدا می‌کند. سفر ۱۳۱۳ رضاشاه به ترکیه و مشاهدهٔ مشارکت زنان در جامعه آن کشور، تأثیر عمیقی بر او گذاشت و باعث شد که به اصلاحات خود سرعت بیشتری بخشد. از این زمان اقدامات جهت آماده‌سازی جامعهٔ ایران برای ممنوعیت حجاب اسلامی آغاز شد؛ در ۱۳۱۴، کانون بانوان با حمایت دولتی تأسیس شد که یکی از اهدافش، تبلیغ برای کنار گذاشتن حجاب بود. وزرا موظف شدند یک روز در هفته، به همراه زنان خود که حجاب را کنار گذاشته بودند، در مهمانی‌های مختلط حاضر شوند. با آغاز سال تحصیلی، حجاب در مدارس ممنوع شد؛ مخالفت جدی با این ممنوعیت برنخاست زیرا بیشتر دختران بدون حجاب به مدرسه می‌رفتند. اما واقعهٔ گوهرشاد در اعتراض به کلاه شاپو، باعث شد ممنوعیت سراسری حجاب به تأخیر افتد.

خسروا! دست توانای تو آسان کرد کار
ورنه، در این کار سخت، امید آسانی نبود
شه نمی‌شد گر در این گمگشته کشتی ناخدای
ساحلی پیدا از این دریای طوفانی نبود

هدایت پیشنهاد داد که چادر با روپوش جایگزین شود اما رضاشاه فقط به پوششی کاملاً اروپایی راضی بود. او دستور داد برنامه‌ای ترتیب داده شود که بتواند در آن دختران بدون حجاب خود را همراهی کند. علی‌اصغر حکمت، وزیر معارف (آموزش)، جشن پایان سال تحصیلی را پیشنهاد کرد. ساختمان تربیت معلم که به تازگی در تهران ساخته شده بود، به عنوان مکان مراسم انتخاب شد. وزرای داخله و معارف به کارمندانشان در سراسر کشور دستور دادند که با برگزاری مراسم‌هایی با حضور زنان، به مردم دربارهٔ مشارکت زنان در زندگی اجتماعی توضیح داده شود. سرانجام در ۱۷ دی ۱۳۱۴، رضاشاه در دانشسرای مقدماتی حاضر شد؛ تاج‌الملوک، شمس و اشرف، همگی بدون حجاب، همراهی‌اش می‌کردند. به تمام زنان حاضر نیز دستور داده شده بود که بدون حجاب اسلامی در مراسم حاضر شوند. زان پس پوشش اسلامی ممنوع اعلام و همچنین در استان‌ها مراسم‌هایی تحت عنوان «آزادی زنان» برگزار شد. کنار گذاشتن حجاب برای زنان مقامات کار سختی نبود، اما حضور در انظار عمومی با لباسی اروپایی باعث شرمساری اغلب زنان طبقهٔ عامه می‌شد. بیشترشان حتی نمی‌دانستند چه بپوشند، زیرا لباس‌هایی که تا آن زمان زیر چادر به تن می‌کردند و دیده نمی‌شد، برای حضور در اجتماع مناسب نبود. بعد از صدور این قانون، از ورود زنان محجبه به مکان‌های عمومی مثل حمام، سینما جلوگیری می‌شد. یک ماه بعد، ورود زنان محجبهٔ ایرانی به حرم رضا نیز ممنوع شد (این قانون شامل زنان محجبهٔ خارجی نمی‌شد). مدتی بعد محدودیت تازه‌ای وضع کردند؛ بدین‌گونه که زنان تن‌فروش باید حتماً حجاب اسلامی می‌داشتند و تنها در صورت ازدواج می‌توانستند آن را کنار بگذارند. این‌گونه دولت می‌خواست از احساس «بی‌عفتی» کردن توسط زنانی که حجاب را کنار گذاشته بودند، جلوگیری کند.
واکنش‌ها به قانون منع حجاب متفاوت بود؛ طبقهٔ متجدد آن را به فال نیک گرفت و رضاشاه را برای آزادسازی زنان ستود، اما اکثریت زنان کشور با مشکلاتی مواجه شدند. هر چند پلیس اجازهٔ توسل به خشونت را نداشت، اما گاه برخورد فیزیکی اتفاق می‌افتاد و چادرها و روسری‌ها را به زور پاره می‌کردند. در شمال کشور روحانیون با قانون مورد نظر کنار آمدند و در مازندران حتی یکی از آن‌ها، در ستایش رفع حجاب و آزادی زنان سخنرانی کرد، اما در مناطق مذهبی مثل قم، خانواده‌ها دختران را از تحصیل محروم می‌کردند. در هر صورت آمار می‌گوید حضور دانش‌آموزان دختر در مدارس بعد از صدور قانون رفع حجاب و در سال‌های آخر عهد رضاشاه اوج شدیدی گرفت. در نهایت، ممنوعیت حجاب با پایان سلطنت رضاشاه ملغی شد.

## اصلاحات نظامی
رضا شاه بر ارتش مدرن به عنوان رکن مرکزی نظم نوین خود اتکا می‌کرد. بودجه دفاعی سالانه از ۱۹۲۶ تا ۱۹۴۱ بیش از پنج برابر شد و قانون سربازی اجباری رضاشاه کل جامعه را فراگرفت. او تلاش خود را به کار بست تا وفاداری ارتشیان به خود را حفظ کند و نخبگان ارتش را به‌طور سازمان یافته به حکومت خود پیوند دهد. به‌طور کلی افسران ارتش نسبت به دیگر کارمندان دولت، از حقوق بیشتری برخوردار بودند. تا سال آخر پادشاهی رضاشاه تعداد سربازان ارتش شاهنشاهی از ۴۰ هزار نفر به ۱۲۷ هزار نفر رسید. شاه برای جلوگیری از شورش بین قوای نظامی، لشکرها را با هنگ و تیپ جایگزین کرد، هر چند هیئت نمایندگی بریتانیا معتقد بود که رژیم رضاشاه تنها با ترور او سقوط می‌کند، نه با شورش سربازانش. رضاشاه همکاران وفادارش را از دیویزیون قدیمی قزاق ترفیع می‌داد و آن‌ها را به ریاست لشکرهای جدید ارتش می‌گمارد، با هر نشانه ای از عدم وفاداری به سختی مقابله می‌کرد، و، یک زنجیره فرمان کارا از دفتر نظامی درون دربارش از روسای ستاد تا فرماندهان میدانی ایجاد کرد.
ایجاد قدرتمندترین ارتش دنیا به طوری که دشمنان نتوانستند ۳۸ ساعت ایران راتصرف کنند و برای این مورد به ۳۹ ساعت نیاز داشتند «منبع؛ جهالت مردم پابرجاست»

## اصلاحات قضایی
ا الغای قاجاریه و جلوس رضا خان به سلطنت عصر نوینی از اصلاحات اجتماعی و سیاسی آغاز شد. او به عنوان نخست‌وزیر نتوانسته بود نظام قضایی را اصلاح کند، گرچه تلاش‌هایی بدین منظور انجام داده بود که پس از رسیدن به پادشاهی گام‌هایی برای رسیدن به تغییرات مورد علاقه انجام داد. او یک برنامه جاه طلبانه اصلاحات قضایی و غیره را شروع کرد و بی‌توجه به صداهای مخالف، چه مذهبی و چه سکولار، آن را پیاده کرد. کابینه جدیدی که پس از به قدرت رسیدن رضاشاه شروع به کار کرد قصد شروع تغییرات رادیکال داشت. علی‌اکبر داور، وزیر عدلیه که معمار قوه قضائیهٔ نوین ایران به‌شمار می‌رود، یک روز پس از شروع به کار کابینه جدید دستور برچیده شدن محکمه‌های عدلیه را داد. حکومت جدید دو هدف داشت. اول دغدغهٔ رضاشاه در ربط با انجام اصلاحات در تشکیلات قضائی، تقویت حاکمیت ملی ایران به وسیلهٔ الغای کاپیتولاسیون بود. کاپیتولاسیون امتیازی بود که دولت ایران در عهد قاجاریه به ملل کامله‌الوداد اعطا کرده بود و این از نگاه ملی‌گرایان سبب تحقیر ایران شده بود. دوم مدرن سازی نظام قضایی برای راضی ساختن جامعه ای بود که از عملکرد محکمه‌های عدلیه به تنگ آمده آمده بود. دولت نمی‌توانست این دو تدبیر را بدون دیگری به پیش ببرد. تنها راه برچیدن محکمه‌های عدلیه و شروع کردن یک نظام قضایی به کلی جدید بود. در ۲۷ بهمن ۱۳۰۵، مجلس اجازه اصلاح قوانین اصول تشکیلات و محاکمات و استخدام عدلیه را تصویب کرد که داور در این لایحه اضطراری دلایل تصمیم خود را توضیح داده بود و خواهان تدوین قانون جدیدی شده بود. مجلس به او اختیار ویژه کوتاه مدتی برای مدرن سازی و تجدید سازمان وزارت عدلیه و دستگاه آن به هر شیوه ای که او مناسب می‌دید داد. شاهکار قانونی داور قانون مدنی ۱۳۰۷ متشکل از ۹۹۵ ماده بود. این قانون الزام دانستن فقه برای قضات را تغییر داد، چرا که قانون جدید مدون سازی ای برای شرع به سبک قانون ناپلئونی نیز بود. .
الغای کاپیتولاسیون، حذف روحانیون شیعه از دستگاه قضا و در نتیجه ایجاد قوه قضائیه‌ای مشابه دولت‌های غربی می‌طلبید. کمیسیونی به رهبری داور تشکیل و در نهایت، در اردیبهشت ۱۳۰۶ در حضور رضاشاه، ایجاد تشکیلات قضائی نوین اعلام شد. با ایجاد دستگاه قضائی جدید که بخش اسلامی آن به ازدواج و طلاق محدود شده بود، رضاشاه در دست‌خطی، از رئیس‌الوزرا (مستوفی) درخواست کرد که مقدمات الغای کاپیتولاسیون را فراهم آورد. به هیئت‌های دیپلماتیک حاضر در ایران اطلاع داده شد که در مدتی یک ساله امتیازات قضائی آن‌ها باطل خواهد شد. تیمورتاش به‌طور محرمانه به هیئت آمریکایی اطمینان داد محکمه‌های جدید از احکام اسلامی کاملاً خالی شده‌اند. سرانجام، کاپیتولاسیون در ۲۰ اردیبهشت ۱۳۰۷ با حضور رئیس‌الوزرا (هدایت) در مجلس لغو شد و کشورهای غربی نیز اقدام خاصی علیه آن انجام ندادند. مطابق انتظارات، صدای اعتراض روحانیون بلند شد و آنان در قم سخنرانی‌هایی علیه این اصلاحات کردند. آن‌ها خواستار بازگشت عدلیه‌های سابق بودند. رضاشاه با هدف جلوگیری از شورش، ابتدا تمایل داشت با آن‌ها سازش کند، اما داور با اعطای مناصب بلندپایه در دستگاه قضا به برادر و داماد سید احمد بهبهانی، از تنش اوضاع کاست.

## سیاست خارجی
ماهیت سیاست خارجی در دوره پهلوی نسبت به قبل تغییر نکرد، فراینده تصمیم‌گیری متمرکز در تهران بود و رضاشاه تمامی تصمیم‌های عمده را می‌گرفت. به هر حال، شرایط نهادی در دوره پهلوی دستخوش تغییر زیادی شد. در سال ۱۹۳۴ منشور وزارت امور خارجه دچار بازنگری عمده شد. حقوق کاپیتولاسیون در سال ۱۹۲۸ لغو شده بود و مهاجرت به روسیه متوقف شده بود، ترکیب وزارتخانه نیز تغییر کرد و تعداد سفرا افزایش یافت.

### روابط با بریتانیا
خصوصیت و حوزه نفوذ بریتانیا در ایران در طول حکمرانی رضاشاه دچار دگرگونی عمیقی شد. گرچه بریتانیا یک قدرت امپریالیستی باقی ماند، ظرفیت بریتانیا برای مداخله مستقیم در سیاست ایران، چه در سطح مرکزی یا استانی، با با تحلیل رفتن مسیرهای اشرافی گری و از بین رفتن سازوکارهای کنترل غیررسمی دستخوش افول کلی شد.
مداخله بریتانیا در ایران در جریان کودتای ۱۲۹۹ به اوج خود رسید. گرچه خود کودتا توسط ایرانیان انجام شد، امداد حیاتی ای از افسران نظامی و مقامات بریتانیا دریافت کرد و احتمالاً توسط آنان شروع شد. مهم‌تر از همه سرلشکر سر ادموند آیرونساید، فرمانده نیروی شمال ایران، سرهنگ دوم هنری اسمیت، که به‌طور غیررسمی و «تقریباً محرمانه» وابسته به قزاق‌ها در قزوین بود. با این که نقش بریتانیا در به قدرت رساندن رضاخان اساسی بود، نفوذ آنان در تهران پس از کودتا به سرعت و به وضوح افول کرد.
تا میانه دهه ۱۹۲۰ مسیرهای نفوذ بریتانیا در ایران به سرعت در حال ناپدیدشدن بود. در سال ۱۹۲۹ با برکناری قوام الملک خمسه از همگی مناصب ایلی و حکومتی بریتانیا آخرین وابسته خود در جنوب ایران را از دست داد. شرکت نفت ایران و انگلیس دیگر اجازه نداشت مستقیماً با ایل‌ها توافق کند. از زمان ورود مستشاران مالی آمریکایی که نوعی نظم مالی ایجاد کرده بودند، سلاح مالی قطع بهره مالکانه نفت بیشتر اثرگذاری خود را از دست داد و در سال ۱۹۲۸ رضاشاه بانک ملی ایران را تأسیس کرد که کارکردهای بانک شاهنشاهی ایران را در اختیار گرفت. در سال ۱۹۳۰ اداره تلگراف هند و اروپا فعالیت خود را متوقف کرد. در مارس ۱۹۲۴ بریتانیا پذیرفت تمامی سربازان خود را از بندرهای ایران خارج کند. اجبار آشکار، به شکل عملیات قایق‌های توپدار هنوز به صورت یک گزینه باقی بود، ولی تنها به صورت آخرین گزینه. در سال ۱۹۳۲ گزینه مداخله نظامی مستقیم به عنوان ابزاری برای روبه‌رویی با بحران امتیاز نفت مورد بحث قرار گرفت ولی تا سال ۱۹۴۱ بریتانیا به این استراتژی روی نیاورد.
تا اوایل دهه ۱۹۳۰ بریتانیا دریافت محدود به ارتباطات رسمی با حکومت ایران از طریق مجاری رسمی شده‌است. افول نفوذ بریتانیا در افول قابلیت گردآوری اطلاعات آنان نیز منعکس است. در سال ۱۹۳۱ فرمانی سری به همه افسران ارتش صادر شد که آنان را از هرگونه معامله با خارجیان به خصوص وابسته‌های نظامی منع می‌کرد. تماس شخصی بین ایرانیان و مقامات بریتانیا در یک فضای پارانویایی فزاینده تقریباً به کل متوقف شد.

### روابط با شوروی
در سال ۱۲۹۹ شمسی پیش از کودتای رضاخان، قرارداد ایران و شوروی ۱۹۲۱ بین دو کشور آماده‌سازی شده بود و مورد توافق قرار گرفته بود. با این وجود مسئله چگونگی برقراری روابط اتحاد شوروی با ایران، همچنان مسئله مجادله برانگیزی در حکومت شوروی بود. یک آلترناتیو که لو کاراخان آن را پیشنهاد می‌کرد «شوروی سازی» ایران از طریق مداخله مستقیم و برکناری شاه و شکل دهی یک حکومت سوسیالیستی-ملی‌گرا بود. اما این اهداف رادیکال پی گرفته نشد و در عوض تلاش شد روابط با ایران از طریق تدابیر اقتصادی صلح آمیز توسعه یابد. این سیاست‌ها زمانی پیاده شد که رضاشاه در حال تحکیم قدرت و نفوذ خود بر ایران بود. او همواره شخصاً از دسیسه‌های سیاسی مسکو در هراس بود، و این نه تنها در مورد توسعه نفوذ کمونیستی بلکه در مورد امکان سو قصد او توسط مأموران ان ک و د بود. با این حال منافع کشور و توسعه استان‌های شمالی نیازمند عادی سازی روابط بود. تا سال‌های ۱۹۲۳–۲۵ هر دو کشور ساختار دولتی و اداری خود را تثبیت کرده بودند و توانسته بودند جنبش‌های داخلی جدایی طلبانه را سرکوب کنند. در این زمان مشکلات اصلی به فضای اقتصاد منتقل شد. شرکت‌های مشترکی بین ایران و شوروی برای تجارت پنبه، ابریشم، و شیلات تشکیل شد. تجارت بین ایران و شوروی در این دوره برای هر دو کشور اهمیت داشت.
سوق پیدا کردن فزاینده هر دو کشور به سوی دیکتاتوری و نیز بحران اقتصادی جهانی موجب تحولات بعدی در روابط دو کشور شد. در دوره ۱۹۲۹–۳۳ تجارت خارجی ایران ۳٫۳ برابر کم شد و ۳۵ درصد تجارت خارجی ایران با شوروی بود، اما برای ایران حفظ بازار شوروی مهم بود. در آن سالها، شوروی ۱۰۰ درصد صادرات ماهی و کنف، ۹۷٫۵ درصد برنج و گاو، ۹۰ درصد پنبه، ۸۶ درصد پشم، ۶۸ درصد پیله کرم ابریشم، ۴۷ درصد چرم را به خود اختصاص می‌داد.
ایران در سال ۱۹۳۱ قانونی تصویب کرد که باعث انحصار در تجارت خارجی شد و پیش از آن قانونی برای انحصار پولی تصویب شده بود، و دولت به شدت شروع به مداخله در اقتصاد کشور از جمله در تجارت خارجی کرد. شوروی نخستین کشوری بود که انحصار در تجارت خارجی که ایران و روسیه اعلان کرده بودند را در عهدنامه ۱۹۳۱ اقامت، تجارت و بحرپیمایی بین ایران و اتحاد جماهیر شوروی به رسمیت شناخت. این عهدنامه اصل تثبیت توازن تجاری را مورد تأیید قرار داد، گرچه در این زمان این امر نه برای هر تراکنش بلکه برای نتایج سالانه بود. عهدنامه ۱۹۳۱ قواعد تجاری را برای یک بازه سه ساله در بر می‌گرفت. در این سال‌ها سیاست‌های نوین اقتصادی در حال پیاده‌سازی در شوروی بود و تمامی سرمایه‌های خصوصی از صنعت و نیز بازرگانی بیرون رانده شدند و همه شرکت‌های مشترک ایران و شوروی به جز شرکت شیلات کار خود را متوقف ساختند. در این دوران شرکت‌های دولتی درگیر تجارت و همکاری بودند. وقتی شوروی در سال ۱۹۳۴ به جامعه ملل پیوست، ایران سعی کرد از این فرصت برای متقاعد کردن شوروی به الغای فصل ۶ قرارداد ۱۹۲۱ استفاده کند، اما شوروی از این کار اجتناب کرد و اثر سوئی بر توسعه بیشتر روابط دو کشور داشت. با انقضای دوره اعتبار عهدنامه ۱۹۳۵، ایران از تمدید آن خودداری کرد که باعث توقف روابط اقتصادی دو کشور شد. روابط سیاسی شوروی با ایران در سطحی پایین‌تر از ترکیه و افغانستان قرار داشت. مفهوم آلمان به عنوان یک قدرت سوم برای متوان ساختن نفوذ بیش از حد روسیه و بریتانیا در امور ایران نقش فزاینده ای در سیاست خارجی ایران پیدا کرد.
وخامت روابط در این دوره تا حدی در پیوند با تدابیر به‌طور فزاینده ای سرکوبگرانه حکومت ایران علیه کمونیست‌ها و سندیکاهای ایرانی بود. این دوره ای بود که مهاجران ایرانی از شوروی به ایران اخراج شدند. بسیاری از آنها کارگران فصلی بودند که قدمت حضورشان به دوره روسیه تزاری بازمی‌گشت و بسیاری شان در قفقاز جنوبی، در آذربایجان می‌زیستند. شمار کسانی که فقط از قفقاز اخراج شدند بالای ۳۰۰۰ تن بود.
حکومت شوروی مجبور بود شبکه کنسولگری‌های خود را کوچک کند و تعداد نمایندگی‌های کنسولی و دیپلماتیک خود را کاهش دهد. تا سال ۱۹۳۸، تنها کنسولگری در بندر پهلوی فعال بود. در همان زمان رهبری شوروی خواستار کاهش تعداد کنسولگری‌های ایران درون شوروی شد.
مشکلات مرزی در مناطق مغان و اترک حل ناشده باقی مانده بود. وضعیت حقوقی دریای خزر در دهه ۱۹۳۰ برای نخستین بار حل شد. در سال ۱۹۳۱، قرارداد اقامت، تجارت و بحرپیمایی تصویب شد که در آن وضعیت حقوقی دریا به عنوان یک دریای مشترک وضع شد. با این حال مسئله جداسازی آب‌ها طرح نشده بود. در سال‌های بعد شوروی به‌طور یکجانبه خط مرز دریایی را به صورت یک خط متعارف متصل کننده نقاط دو سوی مرزی از آستارا تا حسنقلی تعیین کرد که کشتی‌های ایرانی اجازه نداشتند از این خط جلوتر بیایند.

### روابط با آلمان

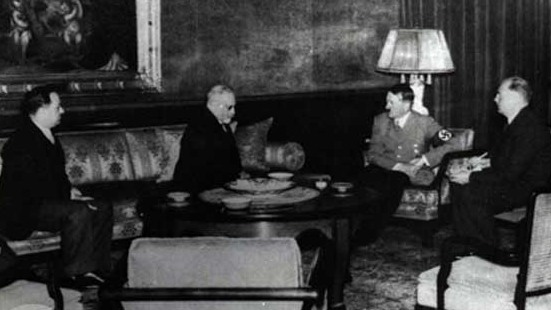
حسن اسفندیاری رئیس مجلس و موسی نوری اسفندیاری سفیر ایران در آلمان در دیدار با هیتلر

پس از شکست آلمان در جنگ جهانی اول، روابط این کشور با ایران افول شدیدی کرد. احیای بی سروصدای حضور آلمان در ایران، که در هماهنگی نسبی با بریتانیا و اتحاد شوروی صورت گرفت، دیپلمات‌های ایرانی را واداشت تا دوباره نقش ویژه ای به آلمان در اندیشه خود بدهند. تیمورتاش که مغز متفکر سیاست خارجی رضاشاه در این دوره بود، در مذاکراتش با بریتانیا و روسیه برای یک موضع مستقل تر برای ایران روی آلمان به عنوان یک میانجی حساب می‌کرد؛ بنابراین، مذاکرات با آلمان که منجر به یک معاهده مودت جدید بین  آلمان و ایران (در فوریه ۱۹۲۹ و توافق دیگری در فوریه ۱۹۳۰) به عنوان مدلی برای مذاکرات مشابه با بریتانیا شد که شرایط جدیدی را در روابط ایران و بریتانیا (مانند لغو کاپیتولاسیون) ایجاد کرد. در همان دوره، به لطف میانجیگری‌های آلمان بود که یک مناقشه تجاری بین ایران و اتحاد شوروی که در بهار سال ۱۹۲۶ بروز کرده بود توانست حل و فصل شود. خدمات آلمان، یک قدرت سوم «بیطرف» که روابط خوبی با بریتانیا و اتحاد شوروی داشت هم به ایران کمک کرد تا بر مخالفت مشترک بریتانیا-شوروی با پروژه راه‌آهن ایران فائق آید، وقتی مشخص شد که شرکت‌های آلمانی نقشی کلیدی در آن ایفا خواهند کرد.
با این که آلمان همچنان بر عدم تمایل کامل خود بر کسب نفوذ سیاسی تأکید می‌کرد، روابط اقتصادی آن با ایران تا سال ۱۹۳۰ به‌طور دائم افزایش یافت. در آوریل ۱۹۲۸، تعداد زیادی سفارش قابل توجه به شرکت‌های پیشروی گوناگون آلمانی داد و بانک‌های آلمانی یک وام مهم ۴۰ میلیون مارک رایشی به ایران دادند. شرکت آلمانی یولیوس برگر که به عنوان پیمانکار عمومی شرکت‌های آلمانی و آمریکایی عمل می‌کرد در ژوئیه همان سال برای ساخت بخش شمالی راه‌آهن ایران به خدمت گرفته شد. یونکرس از نوامبر ۱۹۲۷ نخستین شبکه هوایی داخلی ایران را برپا کرد. مستشاران آلمانی مقاماتی عالی در سازمان مالیه داشتند. کورت لیندنبلات به عنوان رئیس بانک ملی ایران که در ۱۷ شهریور ۱۳۰۷ تأسیس شده بود استخدام شد و آلمانی دیگری به عنوان مشاور ارشد خارجی وزارت مالیه کار می‌کرد.
اوج نفوذ اقتصادی آلمان همزمان بود با افول سریع متعاقب آن. کشمکش دیپلماتیک بر سر انحصار اسکناس خشم دو قدرت عمده، به خصوص اتحاد شوروی را که دیگر اوج‌گیری اهمیت پیدا کردن اقتصادی آلمان را با بی‌اعتمادی و خشم فزاینده می‌دید برانگیخت. تیمورتاش که نه فقط در مورد توازن دیپلماتیک قدرت در منطقه بلکه درجه تمایل آلمان (که نفوذش در گروی استحکام اقتصادی اش و روابط خوبش با بریتانیا و شوروی بود) برای حمایت از او به اشتباه قضاوت کرده بود. تیمورتاش امیدوار بود بتواند با به بازی گرفتن آلمان علیه قدرت‌های دیگر، بتواند گزینه‌های دیپلماتیک ایران را افزایش دهد. او که پیشتر روابط با اتحاد شوروی را از طریق شماری از امتیازات بهبود داده بود، تلاش کرد در انتهای سال ۱۹۳۱ که بر سر شرکت نفت و ایران و انگلیس، یک پروژه وام، و حقوق اقتدار ایران در خلیج فارس قدرت خود در برابر بریتانیا را محک زد همان الگو را به کار بگیرد.
علی الظاهر آدولف هیتلر هیچ برنامه ویژه ای در خصوص ایران نداشت. به هر روی، گام‌های برداشته شده توسط برخی ناسیونال سوسیالیست‌های اصلی که با حلقه‌های اقتصادی ذی‌نفع در تماس بودند نقش مهمی در احیای جدید روابط ایران و آلمان ایفا کردند. آلفرد روزنبرگ، رئیس واحد امور خارجی حزب ناسیونال سوسیالیست در یک یادداشت برنامه ای برنامه‌های خود را برای یک نفوذ آلمان که بالکان، ترکیه تا سرحدات هند را در بر می‌گرفت تدوین کرد. وزارت پروپاگاندا شماری از کارشناسان را در خصوص مسئله‌های شرقی برای تعریف کارهای پروپاگاندای آلمان در خاورمیانه به کار گرفت.
نفوذ چنین افراد ناشی‌ای در سیاست خارجی بر هیتلر، که تصمیم نهایی با او بود ممکن است کمینه بوده باشد، با این وجود با نگاه به بی‌تفاوتی کلی هیتلر در خصوص امور خاورمیانه نیرویی که فعالیت‌های آنان ایجاد کرد عواقبی برای روابط ایران و آلمان داشت. این ابتکارات باعث شد وزارت امور خارجه سیاست فعالانه تری در قبال ایران اتخاذ کند چرا که دیپلمات‌های حرفه ای این کارشناسان خودخوانده نهادهای مختلف حزب را رقبایی ناپسند تلقی می‌کردند. دولت آلمان پس از غلبه بر مقاومت ابتدایی کارشناسان اقتصادی از ۱۹۳۴ به بعد تدابیری برای احیای روابط با ایران اتخاذ کرد که در توافق مهمی امضا شده در مارس ۱۹۳۵ به اوج خود رسید. در همان سال، ظاهراً به پیشنهاد دیپلمات‌های ایرانی مستقر در برلین، رضاشاه دستور داد که کشور در همه مکاتبات بین‌المللی به جای پرشیا (به لاتین: Persia) ایران خوانده شود.
به لطف این توافق، اهمیت نقش آلمان در اقتصاد ایران رشد کرد. سفر هیالمار شاخت، رئیس رایشسبانک و وزیر اقتصاد آلمان به ایران در نوامبر ۱۹۳۶ مقوم این تحول بود. رشته پروژه‌های مهمی دوباره به شرکت‌های بزرگ آلمانی داده شد. شرکت‌های آلمانی قرار شد دوباره در یک پروژه معدنی جدید در نزدیکی انارک مشارکت کنند. حتی احیای وام لغو شده آوریل ۱۹۲۸ مد نظر قرار گرفت. در آوریل ۱۹۳۸ لوفتهانزا اجازه یافت تهران و مشهد را وارد شبکه اش کند. بعدتر در سال ۱۹۳۷، رشد روابط بازرگانی اندکی کاهش یافت، در حالی که با سفر رسمی حسن محتشم السلطنه اسفندیاری، رئیس مجلس به آلمان که دیداری با آدولف هیتلر داشت، و سفر بالدور فن شیراخ رهبر جوانان رایش به ایران که گفته شده حامل پیامی از هیتلر به رضاشاه برای دعوت از او برای بازدید از آلمان بود، روابط سیاسی نیروی جدیدی پیدا کرد.

### سفر به ترکیه، ۱۳۱۳

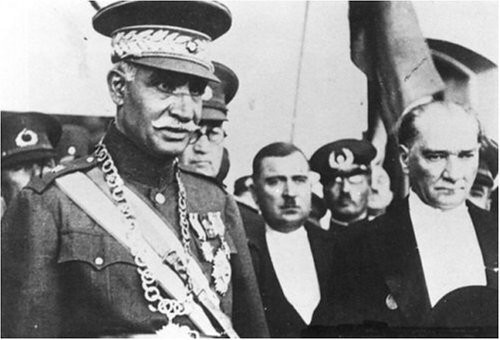
رضاشاه و آتاترک

تنها سفر خارجی رضاشاه، سفر به ترکیه در سال ۱۳۱۳ بود. او در این سفر سخت تحت تأثیر مصطفی کمال آتاترک قرار گرفت و کوشید تا مانند او، کشور را با قدرت اداره نماید. رضاشاه در این سفر، شمشیر جواهر نشانی به رسم یاد بود به همراه عکس خود را به وی هدیه کرد و در پای عکس نوشت:
«به رسم یادگار برای دوست عزیز و برادر محترم حضرت قاضی مصطفی کمال رئیس‌جمهور ترکیه ارسال گردید». امروزه این عکس و شمشیر در موزهٔ رسمی مقبرهٔ آتاترک در شهر آنکارا است.
در این سفر، رضاشاه با دیدن زنان بی‌حجاب ترکیه که مشغول به کار بودند و همانند مردان در صنعت کار می‌کردند، به فکر کشف حجاب زنان در ایران افتاد.

### گرم شدن دوباره روابط با آلمان و جنگ جهانی دوم
گرایش پذیرای حکومت ایران نسبت به توسعه حضور اقتصادی و نظامی آلمان و جهت‌گیری ظاهری ایران به سوی آلمان در اواخر دهه ۱۹۳۰ روابط بین ایران و شوروی را وخیم تر هم کرد. با این حال رضا شاه تلاش کرده بود همچنان فاصله برابر خود را از همه قدرت‌های خارجی به‌طور آشکار نشان دهد و بنابراین حلقه‌های متهم به ناسیونال سوسیالیسم در تهران را به‌طور ظاهری مورد آزار قرار داد. علاوه بر این، شماری از روشنفکران آزاردیده که از آلمان فرار کرده بودند (موقتاً) در ایران پناه گرفتند. ایران برای تأکید بر مفهوم فاصله برابر حتی آماده بود کاهش روابط تجاری نویدبخش با آلمان را بپذیرد: در سال ۱۹۳۷، ایرانی‌ها با وجود ناخرسندی آلمانی‌ها یک بار دیگر سفارش‌های تسلیحات را به جای شرکت‌های آلمانی به شرکت‌های چکی دادند. با این وجود این مسئله خشم شوروی را در سال ۱۹۳۷ برانگیخت که منجر به یک بحران جدی بین ایران و شوروی شد. ایران نهایتاً مجبور شد با اتخاذ برخی تدابیر ضد آلمانی در بهار ۱۹۳۸ تسلیم فشار شوروی شد. اقداماتی که به‌طور جدی در توسعه روابط تجاری آلمان اختلال ایجاد کرد چرا که آلمان با افزایش شدید قیمت کالاهای مشمول توافق ۱۹۳۵ واکنش نشان داد. ایران در پایان سال ۱۹۳۸، مجبور شد در پی ترتیبات دیگری با آلمان باشد. مذاکرات دنباله دار منجر به یک توافق جدید در ۴ ژانویه ۱۹۳۹ شد و بهبود روابط تجاری بلافاصله شروع شد. پس از ضمیمه شدن بوهم و موراویا در بهار ۱۹۳۹ و تصاحب سفارش‌هایی که به شرکت‌های چکی داده شده بود تفوق اقتصادی آلمان در ایران باز هم افزایش یافت. با این که ایران پس از شروع جنگ جهانی دوم بیطرفی خود را اعلام کرده بود، خطر استفاده از قلمروی آن توسط سربازان آلمانی به‌طور قابل توجهی بالا بود. ایران برای آلمان دارای منفعت استراتژیک بود، ایران هم سرپل پیشروی به درون شوروی و هم یک منبع نفت بود.
در این زمینه بود که ایران در ابتدا از معاهده اوت ۱۹۳۹ آلمان-شوروی استقبال کرد، چرا که به نظر می‌رسید نه تنها به رویکرد کارشکنانه دشمن اصلی اش خاتمه دهد و بدین ترتیب روابط بازرگانی ایران و آلمان را شکوفا کند، بلکه نویدبخش گشوده شدن ترانزیت از طریق شوروی برای تجارت ایران و آلمان باشد. با این حال تا پایان ۱۹۳۹ هیچ کالای آلمانی از مسیرهای ترانزیتی شوروی به ایران نرسیده بود. رادیو مسکو حملات لفظی خود به ایران و آلمان را افزایش داده بود و شوروی تقاضای ایران برای تسلیحات را رد کرده بود؛ بنابراین رضایت ایران از ائتلاف آلمان-شوروی با ترس از این که آلمان ممکن است ایران را به دست همپیمان ظاهری خود شوروی تقدیم کرده باشد و این که ایران نهایتاً در بهار ۱۹۴۰ ممکن است هدف حمله شوروی با تأیید آلمان قرار بگیرد جایگزین شد. این ارزیابی باعث شد ستاد ارتش ایران از بریتانیا در ژانویه ۱۹۴۰ بخواهد که از طریق یک حمله مشترک هوایی پیشگیرانه به تأسیسات نفتی باکو به ائتلافی که تصور می‌رفت بین آلمان و شوروی وجود داشت ضربه بزنند. بریتانیا این پیشنهاد را رد کرد و آمریکا درخواست ایران برای تحویل هواپیماهای نظامی را نپذیرفت. ایران بدون پشتیبانی بریتانیا، و یک بار دیگر نومید از پشتیبانی آمریکا، مجبور شد حسن نیت خود را به اتحاد شوروی و همپیمان ظاهری آن، آلمان، نشان دهد.
دیپلمات‌های ایرانی اما بر این باور بودند که وقتی ویاچسلاو مولوتوف و یوآخیم فن ریبنتروپ در پایان نوامبر ۱۹۴۰ ملاقات کردند سرنوشت این کشور قطعاً معین شده‌است. ریبنتروپ در پیشنهاد ائتلاف خود ایران را در کنار برخی دیگر بخش‌های جهان به عنوان انگیزه پیشکش کرده بود. به هر ترتیب اتحاد شوروی این پشنهاد را رد کردند و هیتلر متعاقباً دستور آماده‌سازی برای حمله به اتحاد شوروی (عملیات بارباروسا) را صادر کرد. ایرانی‌ها اما راهی برای پی بردن به نتیجه این ملاقات نداشتند، و هر آن انتظار حمله شوروی را داشتند و با اصرار پرشور بر بیطرفی در پی نجات یافتن بودند در عین حال به‌طور محرمانه به بریتانیا روی آوردند. ایران این رویکرد محتاطانه را با رشته تدابیر کمابیش صوری ولی دارای جذابیت عمومی ضد شوروی/آلمان انجام داد.
در اواخر دهه ۱۹۳۰ روابط بریتانیا با ایران پایدار ماند، گرچه مقامات بریتانیایی به‌طور فزاینده ای نسبت به سایه انداختن نفوذ آلمان بر موقعیت شان حساس بودند. این پایداری با اعلامیه بیطرفی ایران در پی شروع جنگ در اروپا در سال ۱۹۳۹ ادامه یافت، گرچه فعالیت‌های مخفی بریتانیا به اشکال گوناگون، و نیز آلمان و اتحاد شوروی متناسب با افزایش ریسک، زیاد شد. به هر روی حمله آلمان به اتحاد شوروی در ژوئن ۱۹۴۱ منجر به بازبینی عمده بریتانیا در سیاست خود نسبت به ایران شد. بریتانیا خواستار اخراج کلنی آلمانی‌ها از ایران شد با این استدلال که حضور و فعالیت‌های تعداد زیادی از آلمانی‌ها خطری برای منافع متفقین و مغایر با بیطرفی ایران است. به نظر نمی‌رسد در ابتدا مقامات ایران، تا حدی در نتیجه انزوای حکومت، تقاضاهای متفقین را جدی گرفته باشند، و وقتی نهایتاً آنها را جدی گرفتند جرئت نکردند به شاه که او نیز به کلی نسبت به طرز فکر بریتانیایی‌ها به کلی بی اطلاع بود بگویند. حکومت بریتانیا گزینه‌های فشار دیپلماتیک، تحریم‌های اقتصادی و دیگر شیوه‌های فشار و اقناع را مورد بررسی قرار داد، و نهایتاً تصمیم گرفت اقدام نظامی با همکاری شوروی تنها راه ممکن برای تضمین تقاضاهای متفقین است. پس از حمله آلمان به شوروی، شوروی در یادداشتی دیپلماتیک به حکومت ایران در ۲۶ ژوئن، ۱۹ ژوئیه و ۱۶ اوت ۱۹۴۱ خواستار اخراج مأموران آلمانی از این کشور شد. فشار فزاینده شوروی-بریتانیایی بر ایران با تجمع سربازان در مرزها همراه شد. مبنای قانونی آوردن سربازان فصل ۶ قرارداد ۱۹۲۱ بود. در ۲۵ اوت ۱۹۴۱، سربازان شوروی از طریق قفقاز و آسیای مرکزی وارد قلمروی شمال ایران شدند، و سربازان بریتانیا از جنوب وارد ایران شدند. قرارداد بین ایران، شوروی و بریتانیای کبیر در ۸ سپتامبر ۱۹۴۱، وضعیت سربازان را تعیین می‌کرد به نحوی که سربازان ایرانی در مرکز ایران می‌ماندند. با این حال از آنجا که شرایط اصلی توافق، از جمله اخراج نمایندگان آلمان برآورده نشده بود، سربازان متفقین تهران را در ۱۵ سپتامبر اشغال کردند. رضاشاه یک روز بعد به نفع پسرش محمدرضا کناره‌گیری کرد. دلیل رسمی داده شده برای آوردن سربازان تهدید حمله ایران به شوروی، پیشگیری از استفاده احتمالی از سربازان ایرانی علیه شوروی و ضرورت انتقال تدارکات نظامی و غذا به شوروی از طریق قلمروی ایران بود. عملیات ایران در عمل تنها موفقیت نظامی در دوره ابتدایی جنگ بود، چرا که آلمان تا سپتامبر ۱۹۴۱ جمهوری‌های بالتیک، بلاروس و بخش قابل توجهی از اوکراین را تصرف کرده بودند و ارتش سرخ تلفات سنگینی را متحمل شده بود.

## کناره‌گیری و تبعید
ایران در سوم شهریور ۱۳۲۰ در کشاکش جنگ دوم جهانی به اشغال متفقین درآمد. رضا شاه ۲۵ شهریور ناچار شد از مقام خود استعفا دهد.و به جای او فرزندش محمدرضا پهلوی بر تخت سلطنت نشست. سپس رضاشاه مجبور به ترک تهران و عزیمت به سوی اصفهان شد، پس از آن از طریق یزد و کرمان وارد بندر عباس شد و روز پنجم مهرماه با کشتی محقر پستی به نام «بندرا» به اتفاق خانواده، عده‌ای خدمه و منشی مخصوص خود، علی ایزدی خاک ایران را ترک کرد. روز دهم مهر ماه به ساحل بمبئی نزدیک شد ولی به دستور دولت انگلستان به جای توقف در بمبئی با کشتی دیگری به نام «برمه» عازم موریس شد، پس از ده روز دریاپیمایی کشتی در بندر «لویی » لنگر انداخت، سپس رضاشاه به اتفاق همراهان با چندین دستگاه اتومبیل به محلی که برای آنان درنظر گرفته شده بود به « مُکا» انتقال یافت. آب و هوای گرم و شرجی موریس روز به روز رضاشاه را ناراحت و بیمارتر می‌کرد، رضاشاه درخواست سفر به آمریکای جنوبی و سپس به کانادا را نمود ولی انگلیسی ها از خیال فرستادن او به کانادا منصرف شده و تنها موافقت کردند به آفریقای جنوبی و بندر دوربان یا ژوهانسبورگ سفر کند.
پس از مدتی اقامت در دوربان عازم ژوهانسبورگ شدند. رضاشاه در ژوهانسبورگ آخرین ماههای زندگی خود را با اندوه و تلخکامی سپری کرد و با بیماری قلبی که عارض او شده بود بالاخره در 4 مرداد ماه 1323 درگذشت. تصمیم گرفته شد جنازه وی مومیایی شود و به جای ایران به مصر انتقال یابد. بدین ترتیب جنازه وی مدتی در خاک مصر به صورت امانت نگهداری شد و در اردیبهشت 1329 به تهران انتقال یافت و در مقبره‌ای که در جوار حضرت عبدالعظیم شهرری احداث گردیده بود دفن شد.

## اقدامات انجام شده در دوره پادشاهی رضاشاه

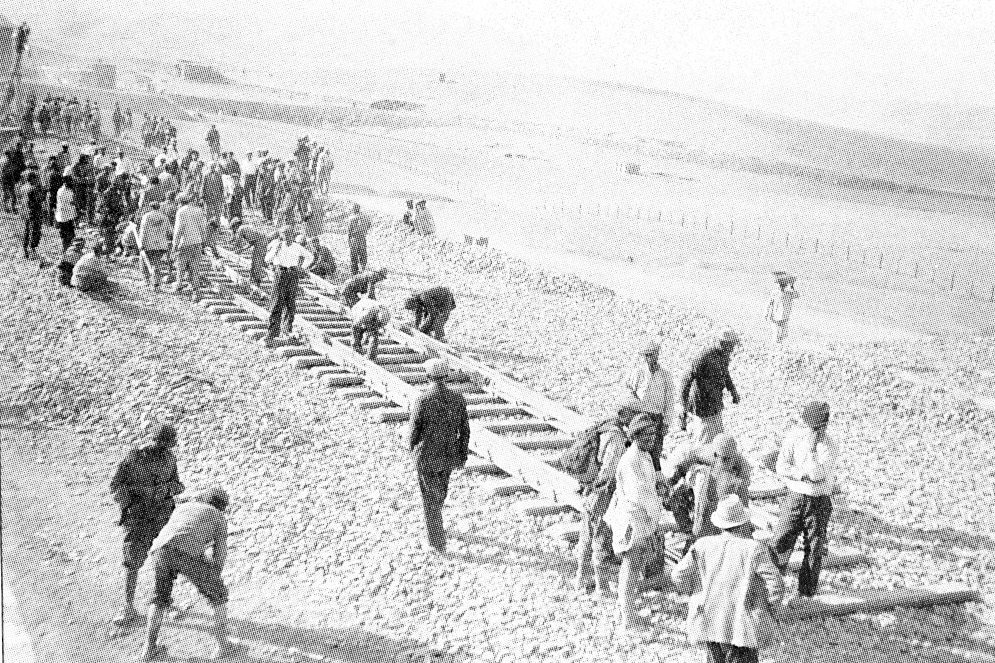
ساخت راه‌آهن سراسری در دورهٔ رضاشاه.

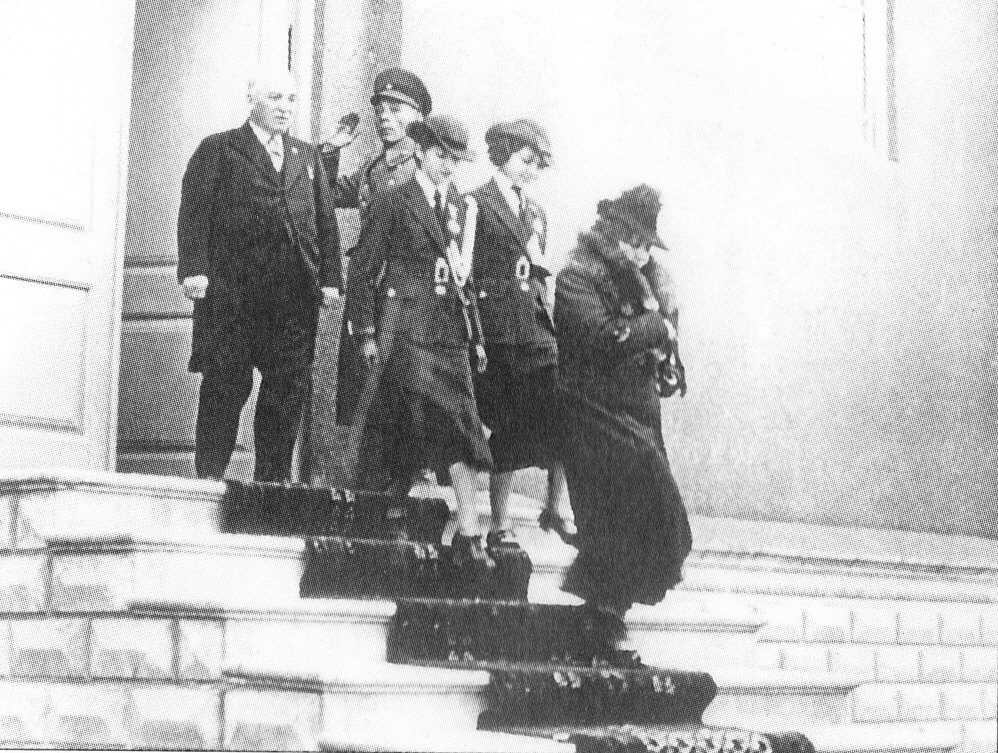
رضاشاه قانون کشف حجاب را از همسر و دختران خود و سپس همسر و دختران مقامات شروع کرد. ۱۷ دی ۱۳۱۴ خورشیدی - دانش‌سرای دختران

- ساخت راه‌آهن سراسری ایران (از دریای خزر تا خلیج فارس)[۷۴]
- راهسازی سراسری در کل کشور
- تکمیل و تصویب نخستین قانون مدنی ایران[۷۵]
- بنیان‌گذاری ثبت اسناد[۷۶]
- بنیان‌گذاری ثبت احوال و اجرایی کردن قانون برگزیدن نام خانوادگی و اجباری بودن داشتن شناسنامه[۷۷][۷۸]
- متحدکردن نیروهای نظامی و تشکیل ارتش ایران و تصویب قانون نظام وظیفه عمومی[۷۹]
- لغو قرارداد دارسی، این قرارداد بین دولت انگلیس و ایران بر سر نفت و چگونگی استخراج و سهم دولت انگلیس از آن، در این قرارداد سهم دولت بریتانیا از دولت پادشاهی ایران بیشتر بود رضا شاه در جلسه هیئت وزیران این قرارداد را باطل اعلام کرد و قراردادی جدید با طول مدت بیشتر و لغو سهام ایران در شرکت‌های تابع نفت ایران و انگلیس[۸۰]با دولت انگلیس منعقد شد.[۸۱]
- تاًسیس اولین دانشگاه در ایران به نام دانشگاه تهران.
- تأسیس اولین کارخانهٔ هواپیماسازی در کشور با خرید امتیاز از هواپیمایی آلمان.
- ساخت اولین فرودگاه مهم کشور به نام فرودگاه مهرآباد در ۱۳۱۸.
- جاده‌سازی و ساخت جاده چالوس و ساخت تونل کندوان و ایجاد پل‌های ارتباطی مثل پل ورسک.[۸۲]
- گسترش وسائل ارتباطی و مخابرات در کشور و تأسیس دانشکدهٔ مخابرات در کشور.[۸۳]
- ایجاد امنیت در شهرها و جاده‌ها و مقابله با راهزنان و یاغیان و سرکوب آن‌ها.
- بنیانگذاری سانسور در ایران از طریق تأسیس اداره راهنمایی نامه‌نگاری. حساسیت رضا شاه نسبت به انتقاد از وی به حدی بود که روابط خارجی ایران با دولت‌های آلمان و فرانسه به دلیل انتقاد از وی در مطبوعات آن کشورها قطع شد.[۸۴]
- کشف حجاب با صدور فرمان رضا شاه مبنی بر آزادی و کشف حجاب او امر کرد وزراء هر کدام در وزارتخانه خود یا در کلوب ایران جشن بگیرند. شاه برای این که مردم عادت کنند امر کرد وزراء هر کدام در وزارتخانه خود یا در کلوب ایران جشن بگیرند و از افراد آن وزارتخانه و رجال دعوت کنند که با خانم‌های خود در آن جشن شرکت کنند. وزارت جنگ اولین بود و خود رضا شاه در آن جشن حاضر شد، همسران افسران حاضر شدند و سایر وزرا هم شروع کردند. همین که یکی دو وزارتخانه جشن را برگزار کردند، شاه در هیئت دولت مطرح کرد که وسیله‌ای فراهم بیاورید که من خودم هم با دخترهای خود بدون حجاب حاضر شویم. حکمت وزیر فرهنگ گفت برای جشن توزیع دیپلم در مدارس دخترانه مناسب است شاه تشریف‌فرما شوند. شاه پسندید و قرار بر این شد در آن جشن حضور یابند و گفت وزراء و معاونین و مدیر کل‌ها باید با همسرانشان حضور یابند.[۸۵]
- به عقیدهٔ آبراهامیان تأکید شدید رضا شاه بر هویت ایرانی بود؛ و این امر برای مردمی که مذهب هزار و چهارصد سال در زندگی آن‌ها رخنه کرده بود بسیار دشوار بود. با دستور وی عزاداری‌ها ممنوع علام شد و روحانیون خلع لباس شدند. در این دوره ملی‌گرایی رواج بسیار پیدا کرده بود، شاه خود به تخت جمشید می‌رفت برای فردوسی آرامگاه ساخت و برای هزاره فردوسی شاعران و اندیشمندان زیادی به ایران آورده شدند.[۸۶]

اندیشه باستان‌گرایی در ایران پیش از رضا شاه از سوی تقی‌زاده با انتشار مجله کاوه ترویج یافت.
اندیشه آریایی گرایی در کنار سوابق سو روس و انگلیس در ایران موجب نزدیکی فراوان میان آلمان نازی و حکومت پهلوی در دوران رضا شاه شد.
همراه با اندیشه باستان گرایی ایرانی اندیشه آریا گرایی و تأکید بر نژاد آریایی در ایران گسترش یافت. بسیاری از هوادارن آریا گرایی با نازی‌ها همکاری می‌کردند و این به گسترش تنش با یهودیان که از سوی نازیها انگل خوانده می‌شدند انجامید. عباسقلی گلشائیان از وزرای دوران پهلوی پیش روی آلمانها در مرزهای روسیه را به فال نیک گرفت و خواستار برپایی جشن در ایران شد.
حسن اسفندیاری از رجال سیاسی پهلوی به دیدار هیتلر رفت و و هیتلر نیز تصویری از خود را به وی اهدا کرد.

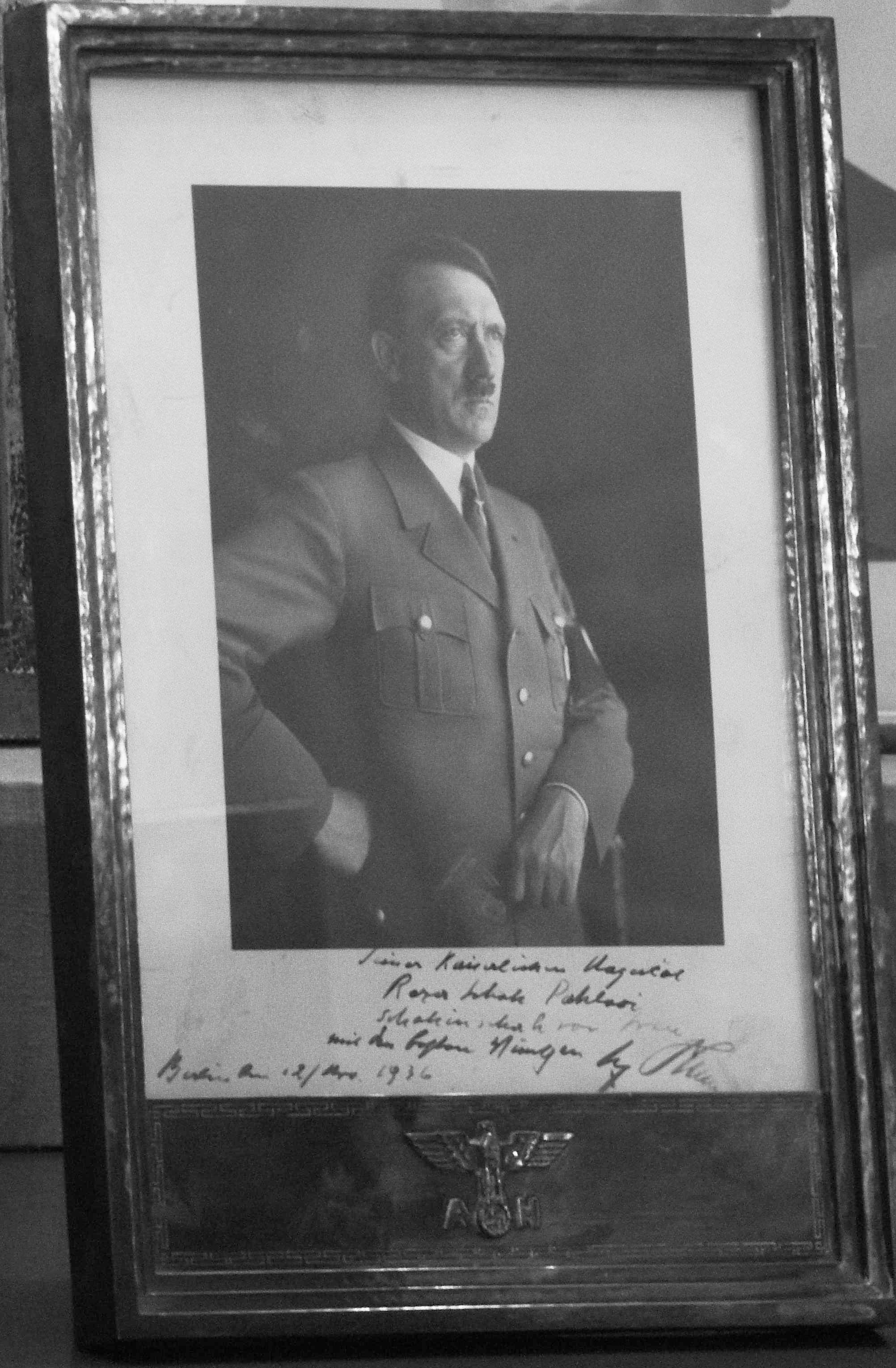
هیتلر تصویر امضاء شده از خود را به رضا شاه تقدیم کرد. (محل نگهداری در موزه نیاوران)

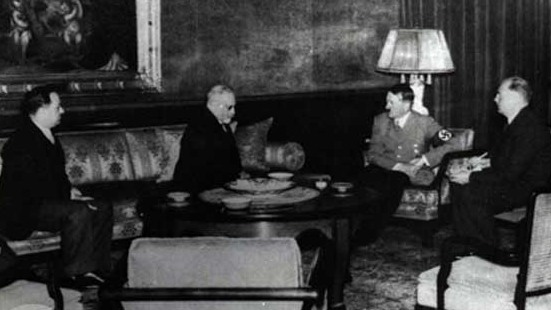
دیدار حسن اسفندیاری از رجال سیاسی پهلوی با هیتلر

- به عقیدهٔ استفانی کرونین رضا شاه آموزش و پرورش نوین و تحول در نظام قضایی ایران را آغاز کرد. به اعتقاد وی تا قبل از رضا شاه، روحانیون اداره آموزش و پرورش رو به عهده داشتند که در دورهٔ پهلوی، علی اکبر داور به عنوان اولین رئیس دستگاه قضایی کشور برگزیده شد. به عقیدهٔ استفانی کرونین او در این راه تحول شگرفی ایجاد نمود و بسیاری را به خارج فرستاد و پس از کسب دانش قضاوت به آن‌ها منصب داد در این دوره قوانین قضایی کشور برای اولین بار بر اساس قوانین مدرن برپا شد و دست روحانیون از این سمت کوتاه شد و همچنین در بخش آموزش تمامی کتب درسی از ریشه و بن تغییر کرد.[۸۹]
- اصلاح امور مالیاتی و بودجه عمومی و تنظیم امور مالی و بانکی و پولی کشور.
- درخواست از کشورهای خارجی برای استفاده از نام محلی ایران، به جای کلمه خارجی پرشیا در ۱۹۳۵ میلادی. گفته شده‌است که وی این اقدام را به پیشنهاد سعید نفیسی صورت داد.[۹۰] نفیسی در مقاله در روزنامه اطلاعات به دفاع از این تغییر پرداخت. به عقیده Dilip Hiro سفیر آلمان نازی در ایران نیز برای این تغییر توصیه کرده بود.[۹۱]
- وضع تقسیمات کشور به ده استان و شهرستان‌ها و بخش‌ها با اختیارات در قانون.
- سلب مصونیت پارلمانی از نمایندگان مجلس و فرمایشی بودن مجلس شورای ملی.
- بستن روزنامه‌های مستقل و زندانی کردن ۵۳ نفر از اعضای کمونیست ایران.[۹۲]
- تخریب قصر قاجار، کاخ سلطنت آباد و تکیه دولت.
- تأسیس سازمان پرورش افکار در سال ۱۳۱۷
- ریشه‌کن کردن انواع بیماری‌های واگیردار از جمله وبا.[۹۳]